# マレーシア航空
マレーシア航空（マレーシアこうくう、英語: Malaysia Airlines/Malaysian Airlines Berhad、略称：MAS & MAB、マレー語: Penerbangan Malaysia MYX: 3786）は、マレーシアの航空会社。同国のフラッグ・キャリアでもある。

## 沿革

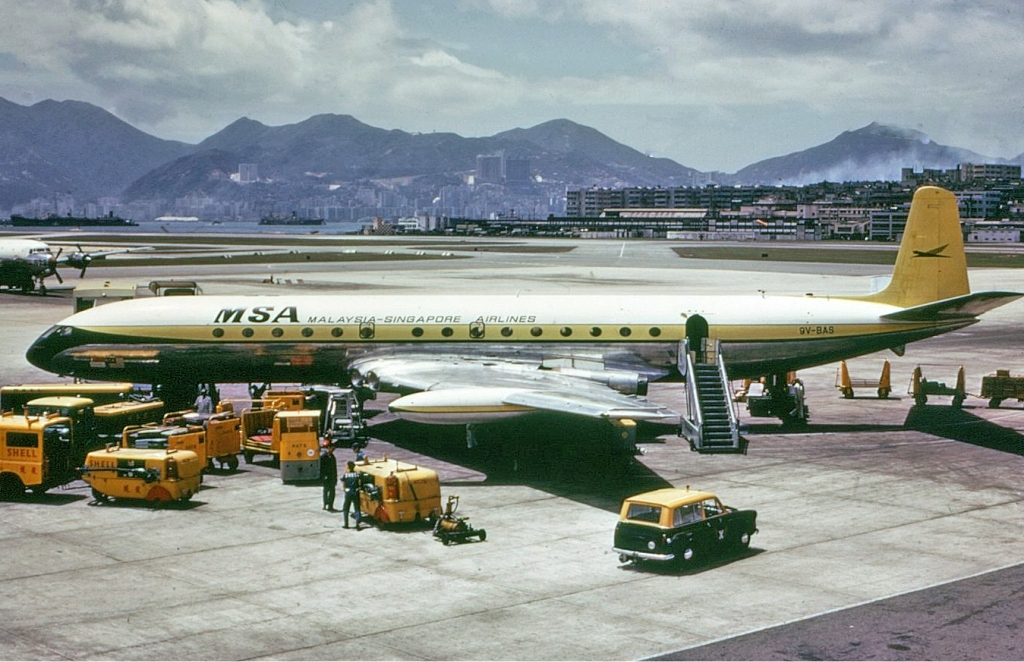
マレーシア・シンガポール航空のコメットMk.IV

- 1947年 前身のマラヤ航空(Malayan Airways Limited)が設立。
- 1957年 マラヤ連邦がイギリスから独立。
- 1963年 マラヤ連邦、シンガポールおよびボルネオ島のサバ州・サラワク州が統合し、 マレーシアを結成。マレーシア航空(Malaysian Airways Limited)に改称。
- 1965年 シンガポールがマレーシアから離脱し、独立した。
- 1965年、マレーシア航空はマレーシア・シンガポールの両国政府の共同保有という形式になった。
- 1967年、マレーシア・シンガポール航空(Malaysia-Singapore Airlines Limited)と改称。
- 1971年4月、マレーシア・シンガポール航空の両国共有が解消され、マレーシアはマレーシア航空(Malaysian Airline Limited)を設立した。シンガポール側はシンガポール航空となる。
- 1971年11月 マレーシア航空システム(Malaysian Airline System Berhad)と改称。
- 1977年12月4日 - ペナン発クアラルンプール行きマレーシア航空653便がハイジャックされ、機長、副機長が射殺され、最終的に墜落した。乗員乗客100人全員が死亡した。
- 1983年12月18日 - シンガポール発マレーシア・スバン行きマレーシア航空684便は中継地クアラルンプールにおいて滑走路を2キロメートルほどショートストップした。乗員乗客247名に怪我はなかった[3][4]。
- 1987年 運航上の名称をマレーシア航空(Malaysia Airlines)に変更。
- 1995年9月15日 - マレーシア航空2133便がタワウ空港の滑走路から外れた地点で着陸し着陸復行を試みている最中にスラム街に突っ込み乗員4名乗客49名中乗員2名乗客32名が死亡した[5]。
- 2002年 政府全額出資のマレーシア航空会社(Penerbangan Malaysia Berhad)が設立され、機材保有および国内線事業は同社に移管。マレーシア航空システムは同社の子会社として国際線事業を所管する体制に移行(但し国内線の運航も受託)。
- 2006年、原油高により経営が悪化し、国内線96路線をエアアジアに委譲した。
- 2007年 ペナン島を拠点とする地域航空会社ファイアフライ とボルネオ島のサバ州、サラワク州内のコミューター路線を運航するMASwings[6]をそれぞれ設立。
- 2012年5月2日、マレーシアに本拠を置く格安航空会社大手エアアジアと、経営再建中の国営マレーシア航空は、昨年8月に実施した資本提携を解消すると正式発表した。競合関係にある「格安」による「国営」支援という異例の連携策だったが、マレーシア航空の労働組合の反発が予想以上に強く、頓挫した。上場企業同士の資本提携を政府が強引に解消するのは極めて異例。エアアジアのトニー・フェルナンデス最高経営責任者もマレーシア航空取締役を辞任した[7]。
- 2013年2月1日 航空連合「ワンワールド」に正式加盟。この式典では、「member of Oneworld」塗装をまとったA330-300（機体番号：9M-MTE）を公開した。
- 2014年3月8日頃 マレーシア航空370便が海上で墜落。行方不明になる。
- 2014年7月17日 マレーシア航空17便が紛争中のウクライナ上空で撃墜される。撃墜した正体の場所はロシアのクルスクからであった。
- 2015年1月2日 マレーシア証券取引所での株式の上場は廃止、実質的に国有化される[8]。
- 2022年2月、ワンワールド加盟カタール航空と戦略的協力関係に関する包括的な覚書を締結[9]。

## 経営状況

### アジア通貨危機による経営悪化

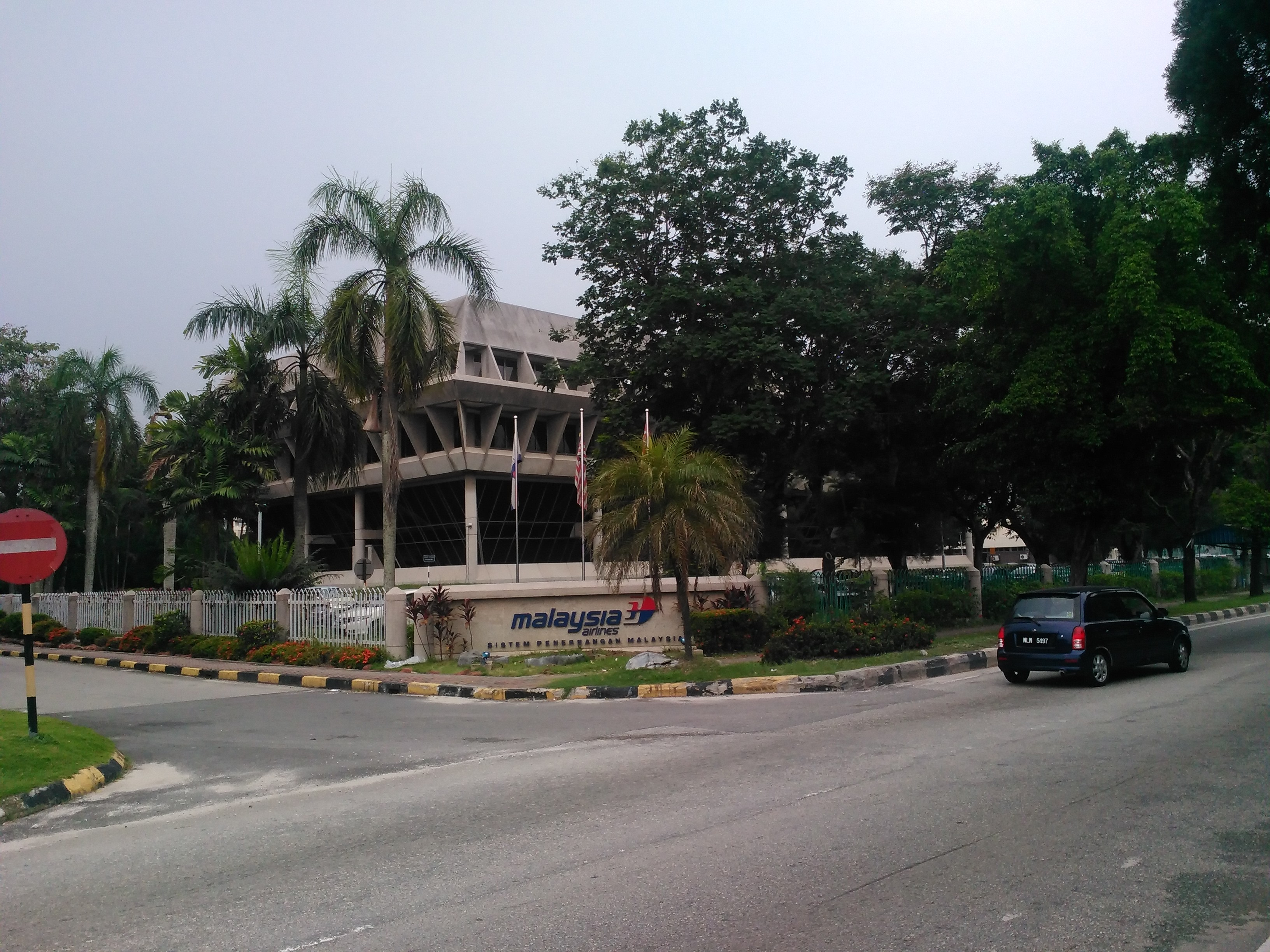
マレーシア航空本社: Complex A

マレーシアのフラッグ・キャリアであり、マレーシア国営の投資会社「カザナ・ナショナル」が69%の株式を保有する航空会社である。1997年のアジア通貨危機を切っ掛けに経営が悪化し、さらにエアアジアなどの大手航空会社との競争によって経営不振が深刻化した。日本の同じくフラッグ・キャリアである日本航空の再建などを参考にした経営の立て直しを図っているが、赤字は年々拡大し続けていた。

### 2014年の連続事故
経営再建中の2014年に、2回の事故（事件）が発生した。双方ともに同一機種（ボーイング777-2H6ER）に起きている。

#### MH370便墜落事故

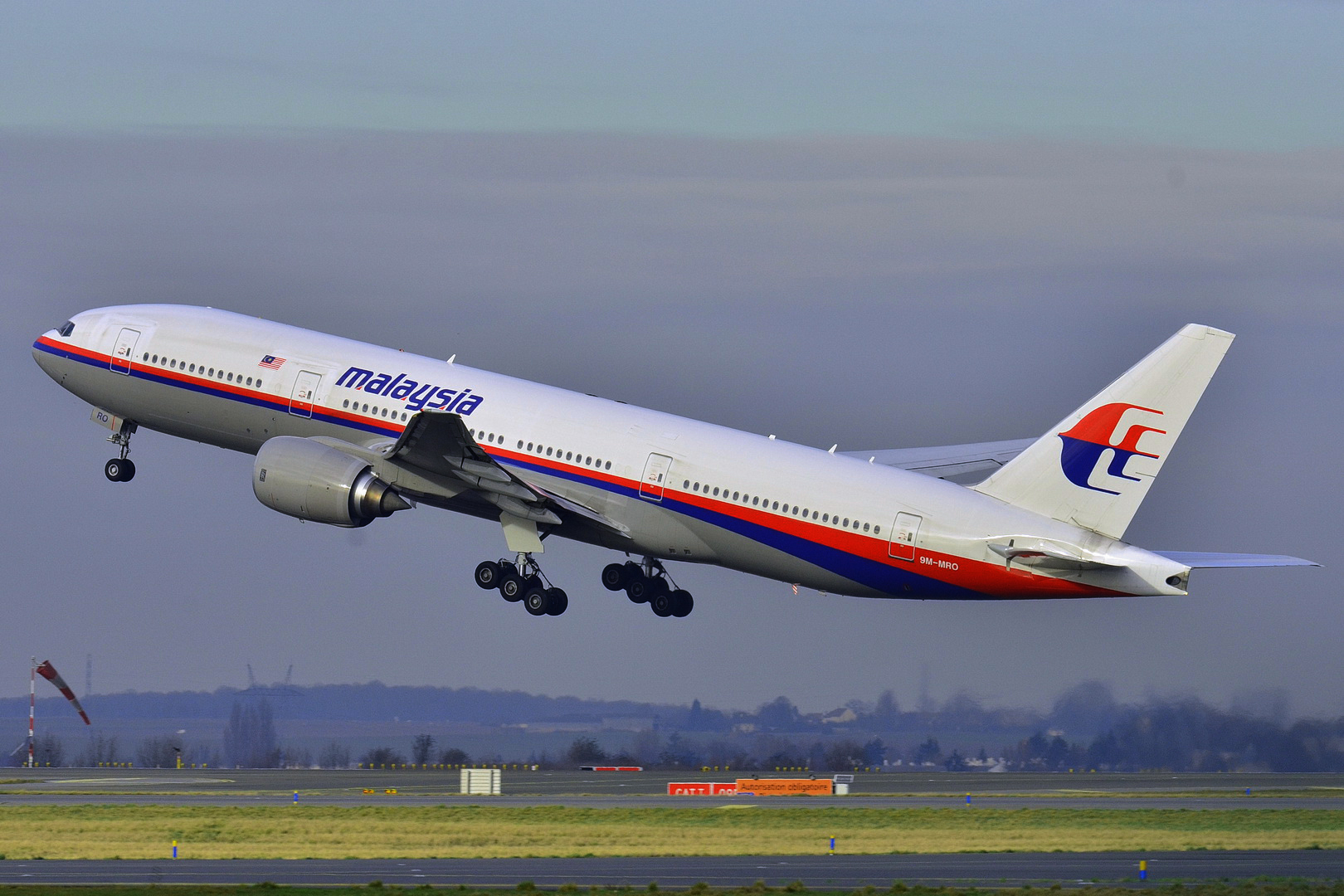
消息を絶った9M-MRO

3月8日、乗客乗員合わせて239人を乗せてクアラルンプール国際空港から北京首都国際空港へ向かっていたマレーシア航空370便（ボーイング777-2H6ER、機体記号:9M-MRO）が、クアラルンプールの管制当局との交信終了後に消息不明となった。3月24日、マレーシアのナジブ・ラザク首相は、「イギリスの衛星通信会社インマルサットとイギリスの航空事故調査局による衛星情報の新たな解析の結果、同機がインド洋南部に墜落したと見られる」と発表した。2015年1月29日、乗客の死亡認定がなされた。その後7月になってMH370便の機体の一部がレユニオンで発見されているほか、インド洋で他の部品も発見されているが、乗客の遺体やブラックボックスの発見には至っていない。

#### MH17便撃墜事件

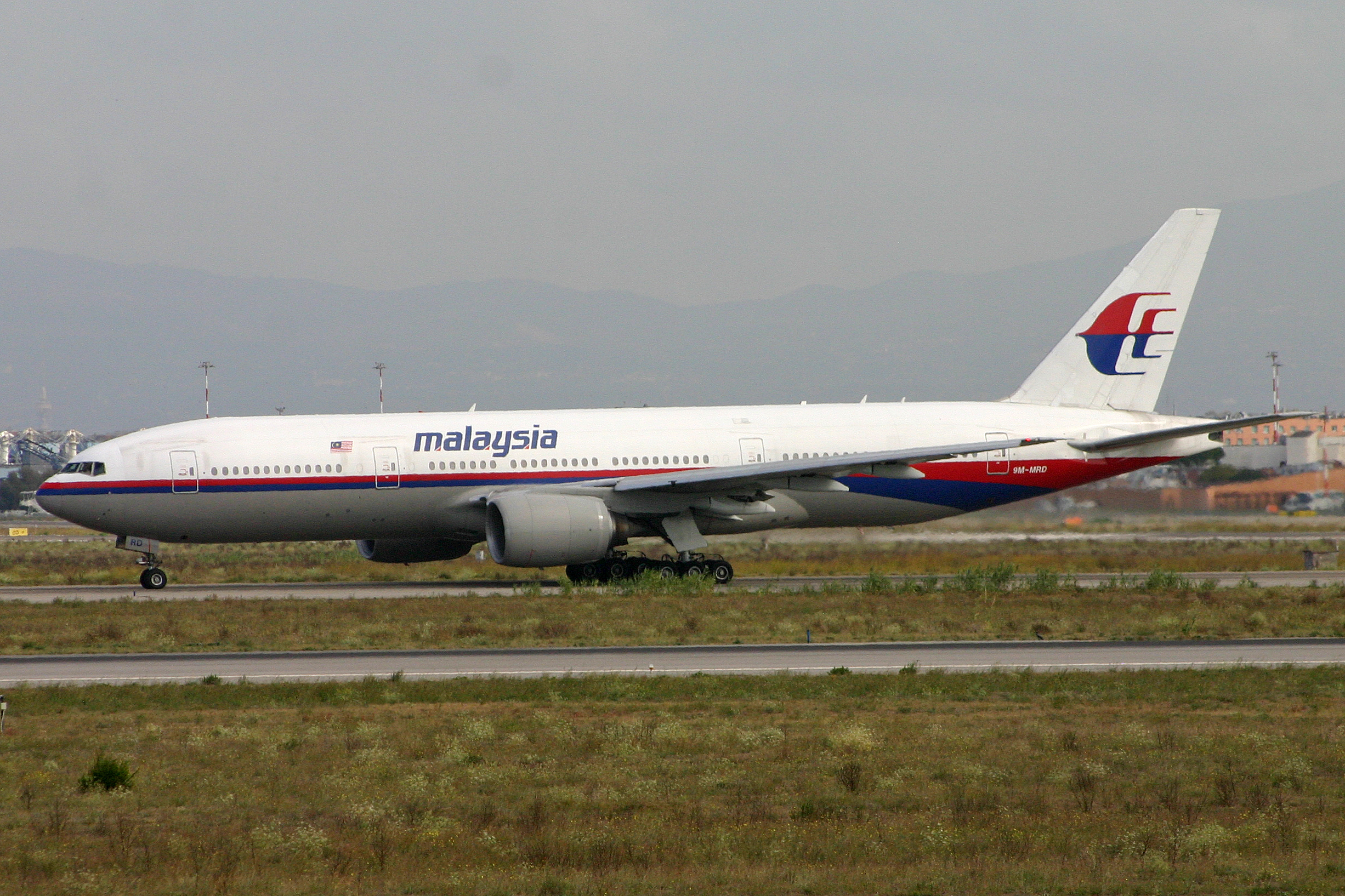
撃墜された9M-MRD

7月17日、アムステルダム・スキポール空港からクアラルンプール国際空港へ向かっていたマレーシア航空17便（ボーイング777-2H6ER、機体記号:9M-MRD）が、ウクライナのロシア国境付近のドネツク市近郊上空を巡航中に撃墜された事件。ロシアのインタファクス通信がウクライナ内務省高官の情報として、MH17便は親ロシア派の反政府武装組織の地対空ミサイル攻撃で撃墜され、乗員乗客298人全員が死亡したと発表した。この事件は撃墜による航空事故として死者数が史上最多の事故となった。

#### 影響
これらの事故により乗客は急減、2014年8月29日には、再編計画の一環として従業員2万人のうち、6000人を削減すると発表、さらに2014年末までに上場を廃止した。

### その後
2015年1月2日、マレーシア証券取引所での株式の上場は廃止された。株式はマレーシア国営の投資会社がすべて買い取り、事実上の国有化となり、今後は政府主導で再建が進むこととなる。経営再建をかけて2015年5月にクリストフ・ミュラーがCEOに就任して大幅な人員削減や機内食のコスト削減、不採算路線の運休を進めたが、2016年4月に1年足らずで辞任を発表した。
2016年1月に失踪、撃墜と曰く付き機材であったボーイング777-200ER17機（2機の事故機含む）を全て退役させた。アムステルダムやフランクフルト、パリなどの不採算路線の運休を進めつつ、格安航空会社との差別化を狙いサービスレベルの維持を進めることで経営の安定化を目指している。

## 塗装
垂直尾翼にも描かれている同社のシンボルマークは、マレーシアの伝統的な三日月型の凧「ワウブラン（ワウ＝凧、ブラン＝月）」を図案化したものである。これは後に新塗装で導入したB737-800、A330-300、A350-900にも反映されている。

## 機材
マレーシア航空が発注したボーイング社製航空機の顧客番号（カスタマーコード）はH6で、航空機の形式名は737-8H6などとなる。

### 運用機材
| 航空機               | 運用数 | 発注数 | 座席数 | 座席数 | 座席数 | 座席数 | 座席数 | 備考                                                        |
| 航空機               | 運用数 | 発注数 | S      | C      | W      | Y      | 合計   | 備考                                                        |
| -------------------- | ------ | ------ | ------ | ------ | ------ | ------ | ------ | ----------------------------------------------------------- |
| エアバスA330-200     | 4      | -      | -      | 19     | 40     | 228    | 287    |                                                             |
| エアバスA330-300     | 15     | -      | -      | 27     | -      | 263    | 290    |                                                             |
| エアバスA330-900     | 4      | 36     | -      | 28     | 24     | 245    | 297    | A330ceoを置き換え予定                                       |
| エアバスA350-900     | 6      | -      | 4      | 35     | 27     | 220    | 286    | 2026年より客室改修予定                                      |
| エアバスA350-900     | 1      | -      | -      | 40     | 32     | 228    | 300    | 元スカンジナビア航空仕様機 基本ドーハ線 (MH164/165)固定運用 |
| ボーイング737-800    | 40     | -      | -      | 16     | -      | 144    | 160    | 174席仕様に改装予定 737MAXに置き換え予定                    |
| ボーイング737-800    | 40     | -      | -      | 12     | -      | 162    | 174    | 174席仕様に改装予定 737MAXに置き換え予定                    |
| ボーイング737-8 MAX  | 12     | 31     | -      | 12     | -      | 162    | 174    | 30機のオプション付き 737-800を置き換え予定                  |
| ボーイング737-10 MAX | -      | 12     | 未定   | 未定   | 未定   | 未定   | 未定   | 30機のオプション付き 737-800を置き換え予定                  |
| 貨物機               |        |        |        |        |        |        |        |                                                             |
| エアバスA330-200F    | 3      | -      | 貨物   | 貨物   | 貨物   | 貨物   | 貨物   |                                                             |
| 計                   | 85     | 79     |        |        |        |        |        |                                                             |

エアバスA350型機の運航路線は、長距離路線のクアラルンプール - ロンドン線が2018年1月より運航開始、同年5月5日に東京/成田 - クアラルンプール線のうちMH89/MH88、さらに6月5日に週5便のMH71/MH70で就航し、大阪/関西 - クアラルンプール線に同年8月5日より就航していたが、日本路線は2020年のCOVID-19流行により殆ど運休となった。その後、渡航制限緩和により、順次運航再開したが、エアバスA350型機の運航路線はこのうち成田 - クアラルンプール線の一部となっている。

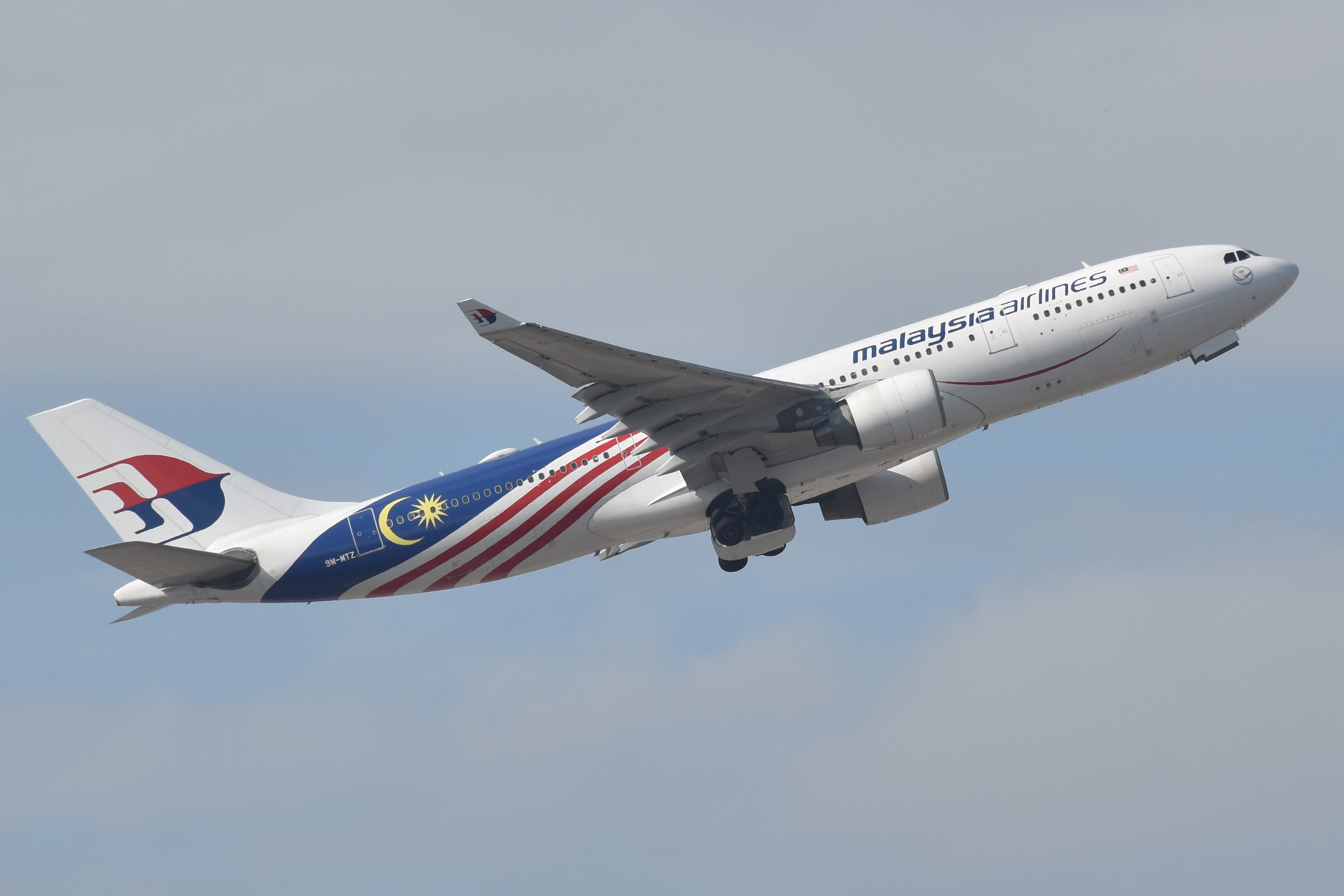
エアバスA330-200
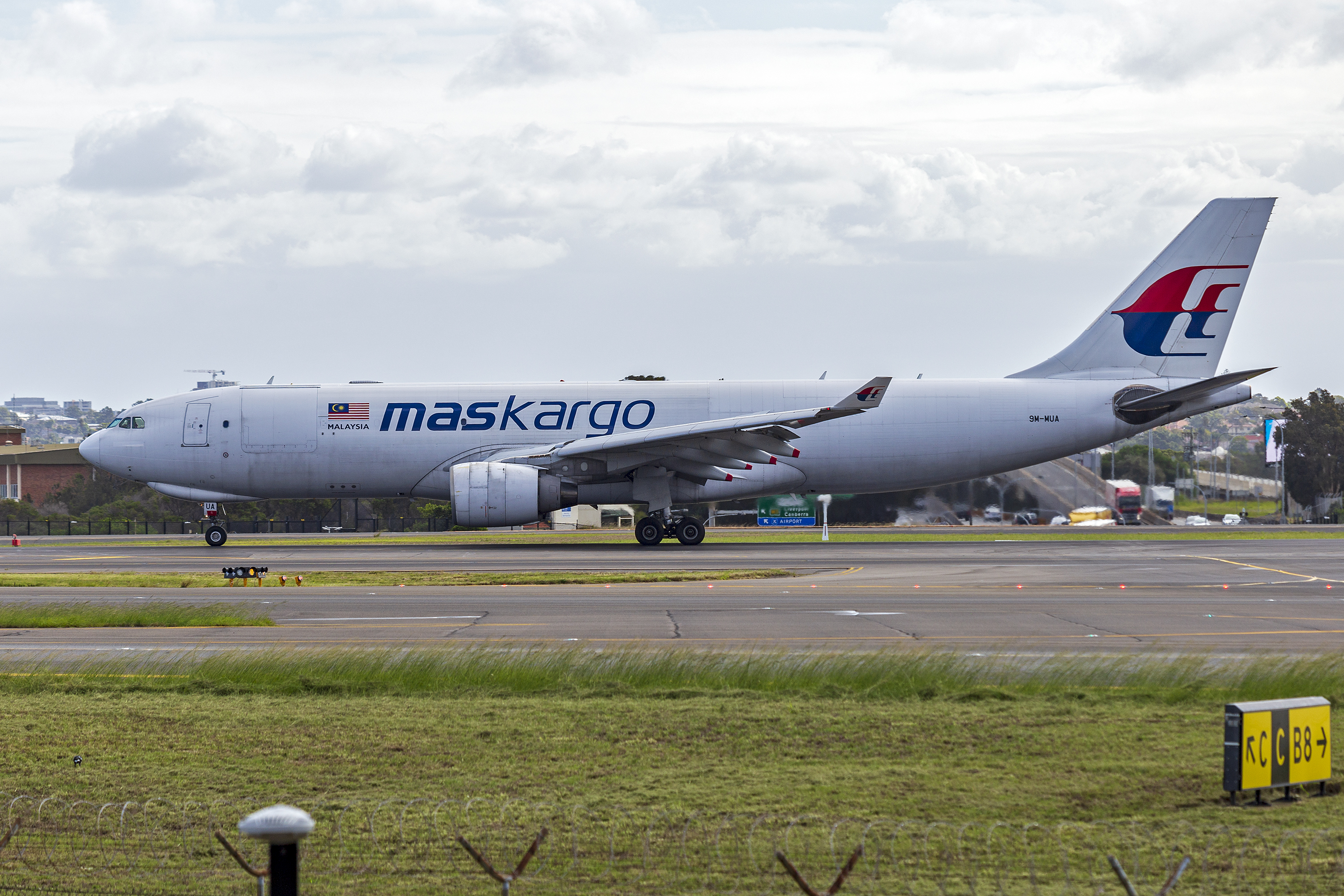
エアバスA330-200F
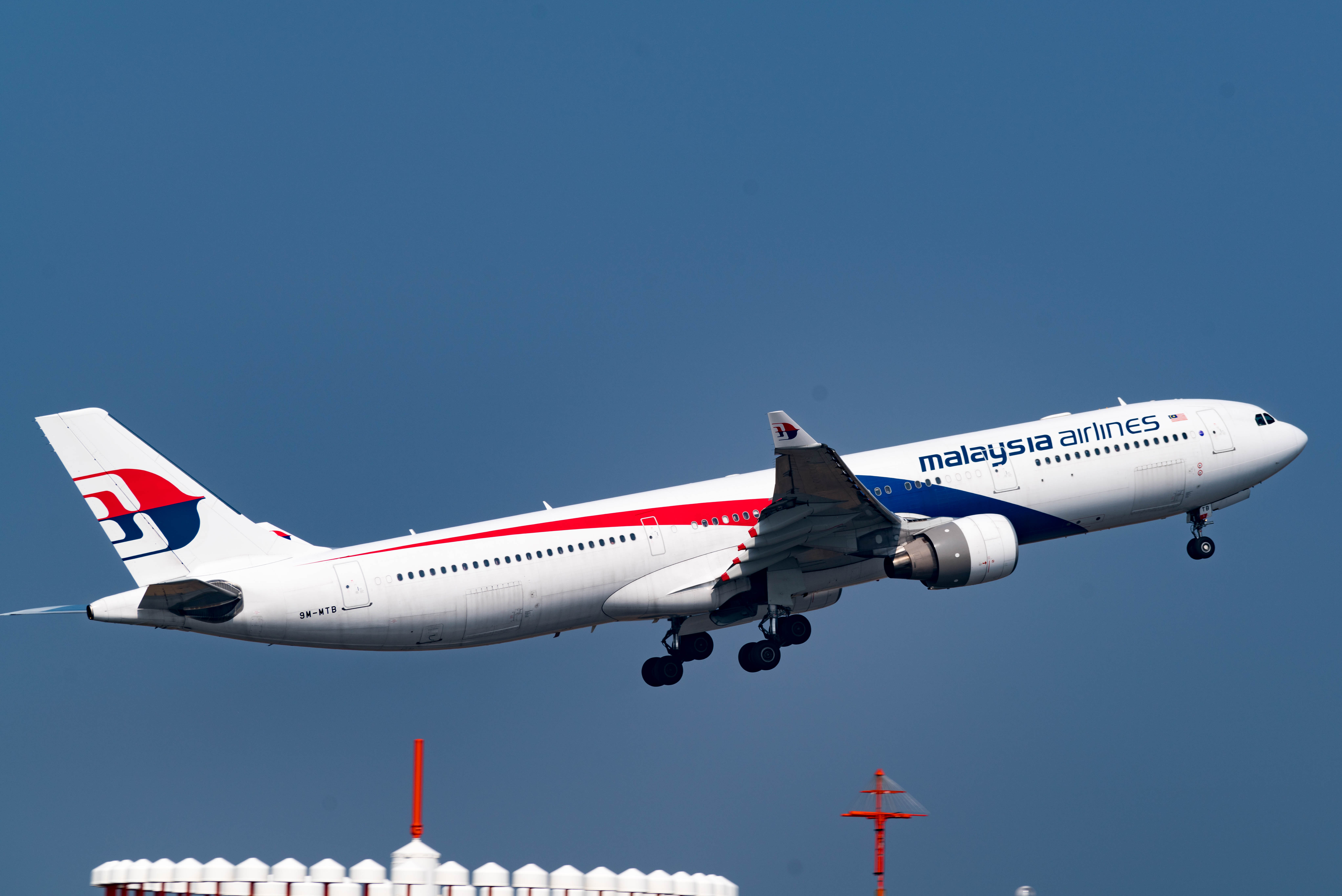
エアバスA330-300
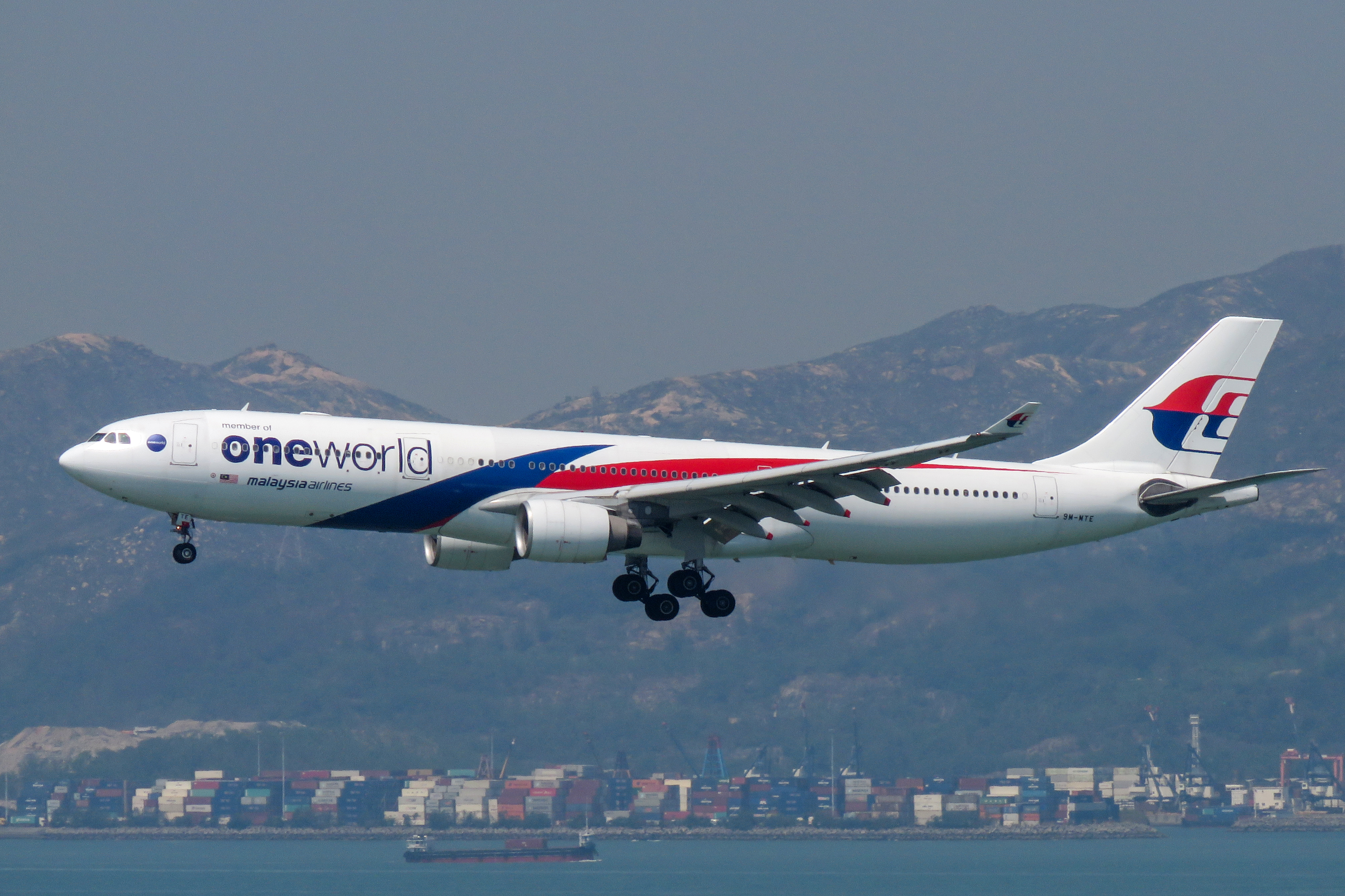
エアバスA330-300（ワンワールド塗装）
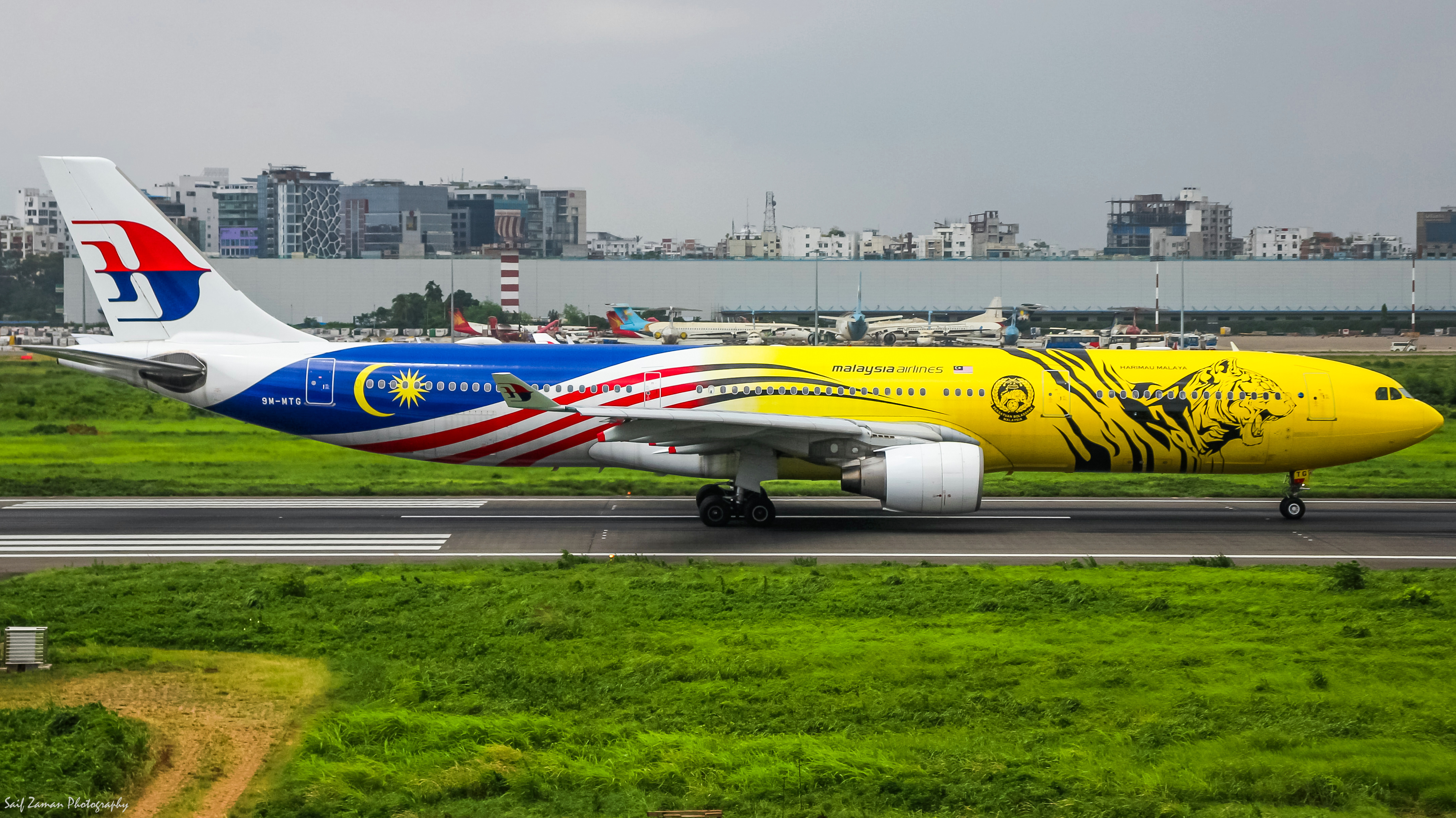
エアバスA330-300（マラヤの虎 特別塗装）
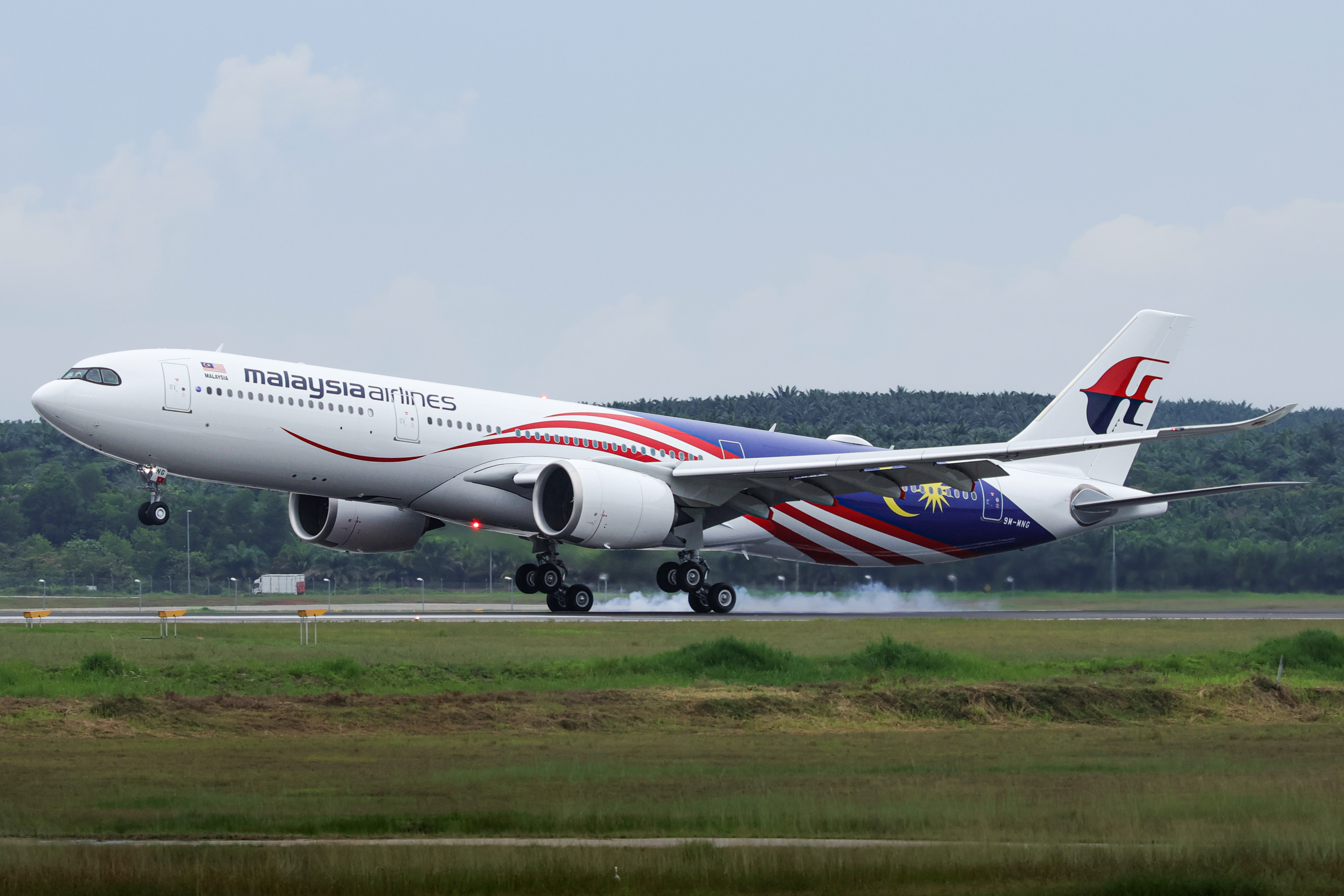
エアバスA330-900
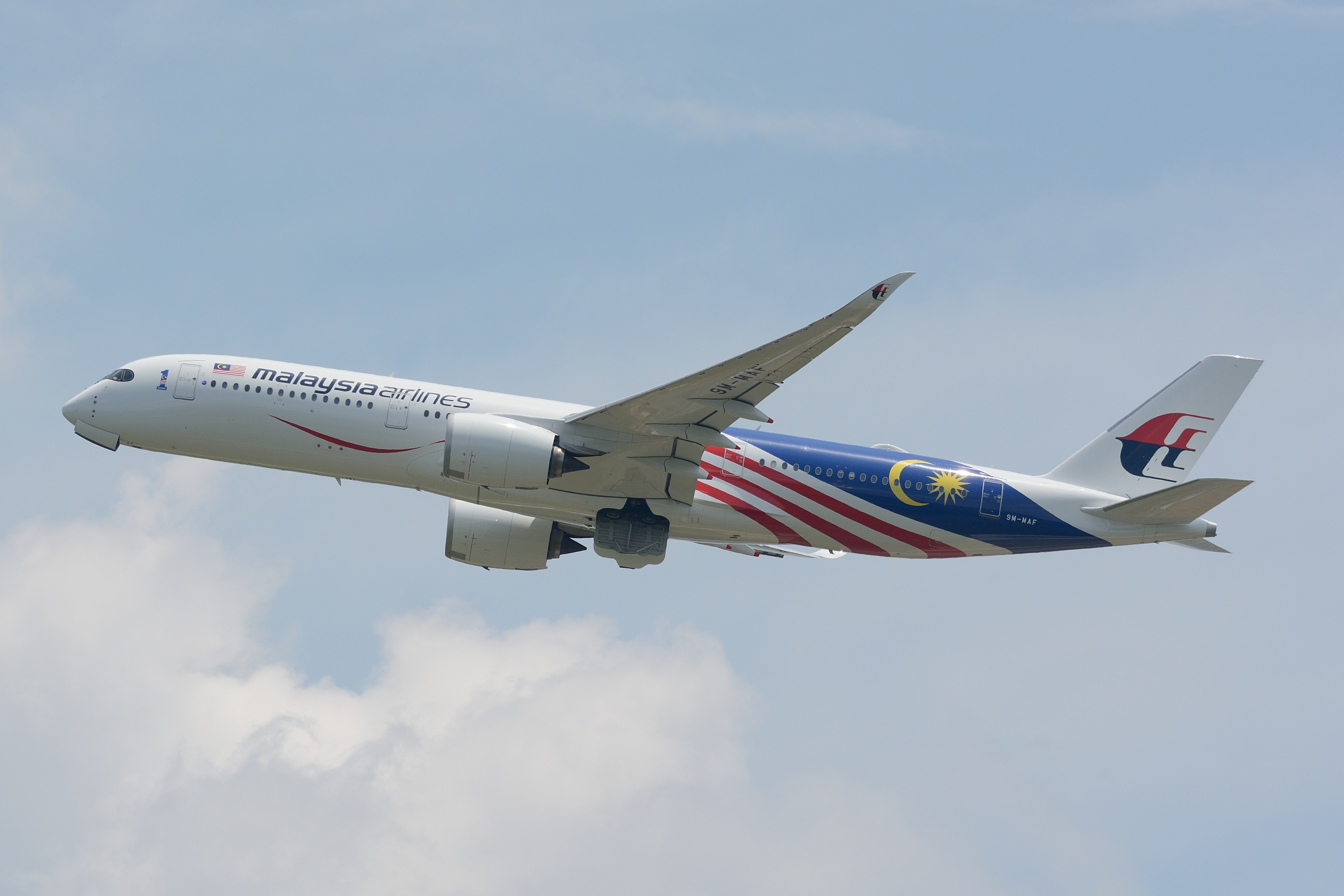
エアバスA350-900
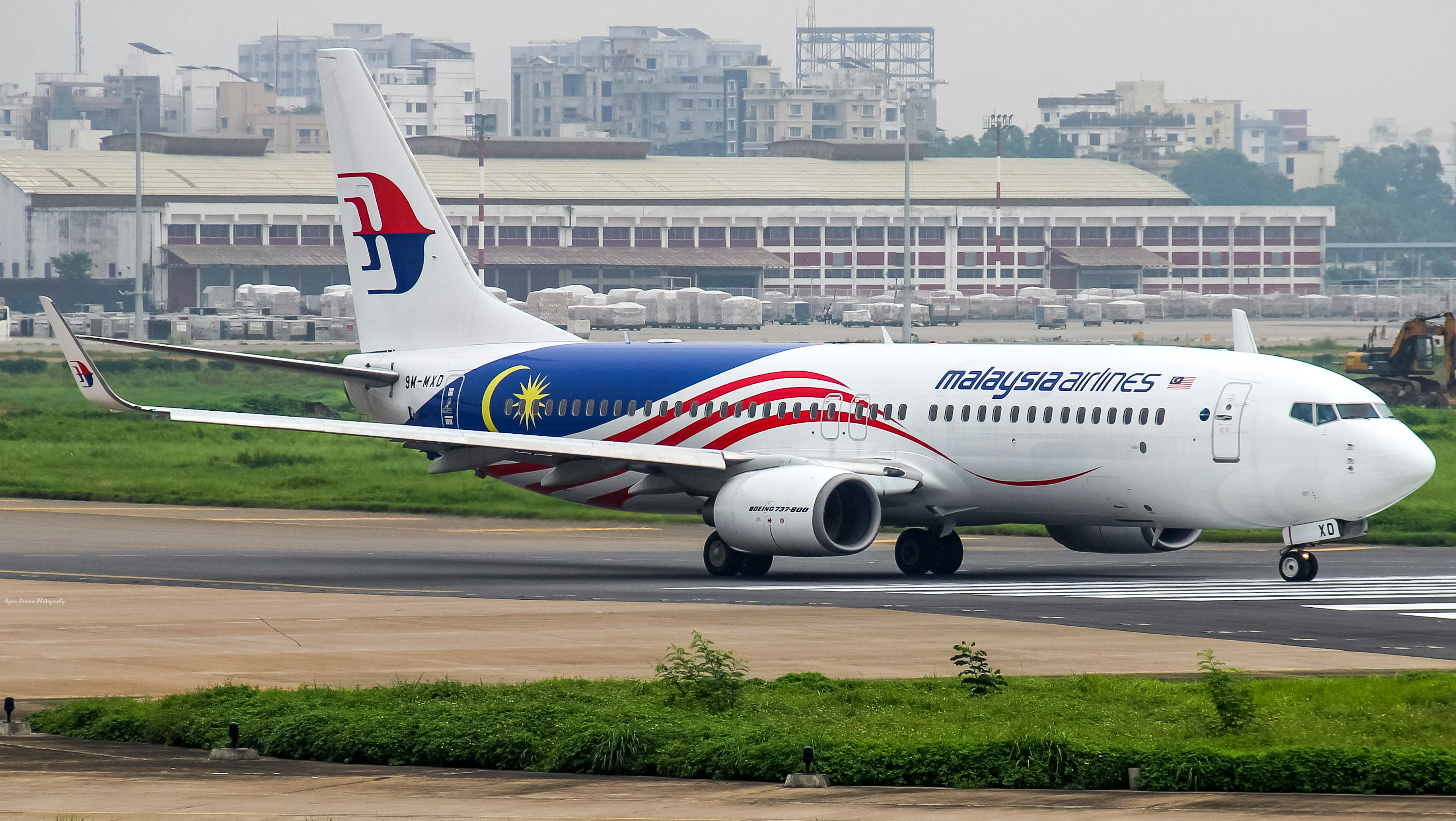
ボーイング737-800
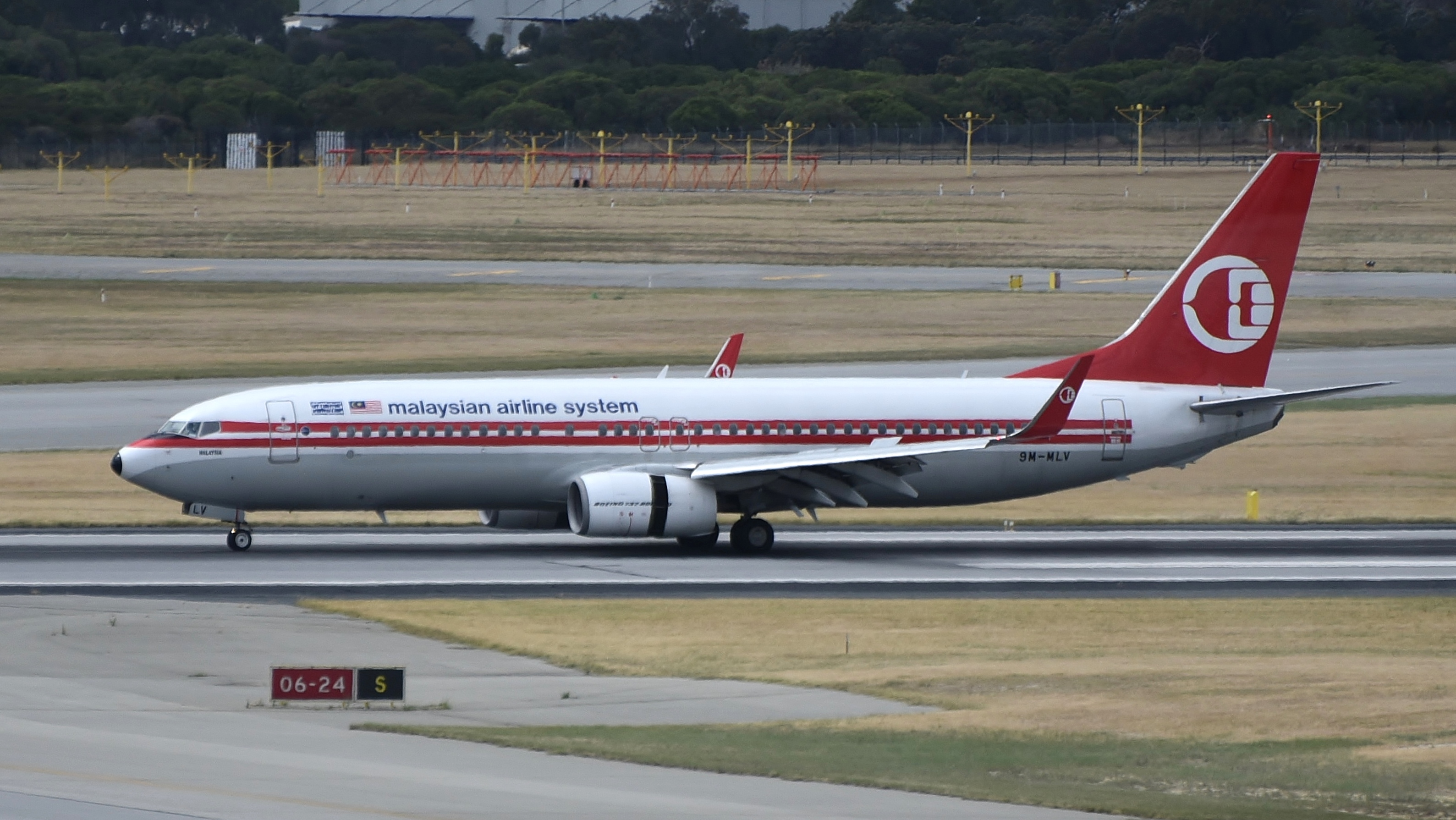
ボーイング737-800（レトロ塗装）
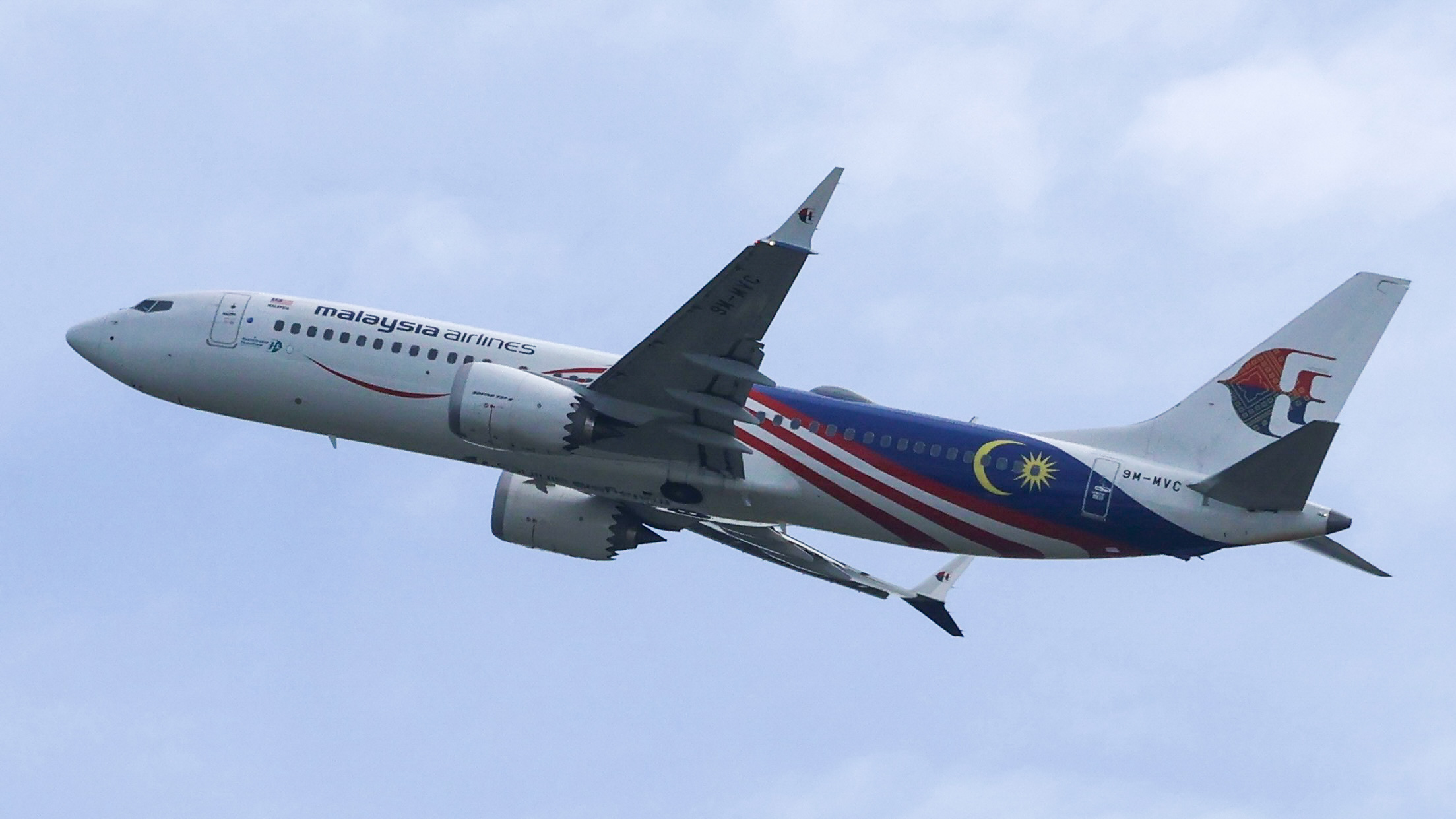
ボーイング737-8 MAX

### 退役機材
- エアバスA300B4
- エアバスA300C4-600R
- エアバスA310-300
- エアバスA380-800
※2022年、A330-900購入担保としてエアバスへ売却[26]
- ボーイング707
- ボーイング737-100/200
- ボーイング737-300SF/400/500
- ボーイング737-700BBJ
- ボーイング747-100/200B/200C/200SF
- ボーイング747-300M/300SF
- ボーイング747-400/400F/400M
- ボーイング777-200ER
- ブリストル ブリタニア
- ブリテン・ノーマン アイランダー
- デ・ハビランド DH.106 コメット
- デ・ハビランド・カナダ DHC-2
- デ・ハビランド・カナダ DHC-6
- ダグラス DC-3
- ダグラス DC-4
- フォッカー F27
- フォッカー 50
- ロッキード L-1049 スーパーコンステレーション
- マクドネル・ダグラス DC-10-10/30/30CF
- マクドネル・ダグラス MD-11/MD-11CF/MD-11F
- スコティッシュ・アビエーション ツインパイオニア
- ビッカース バイカウント

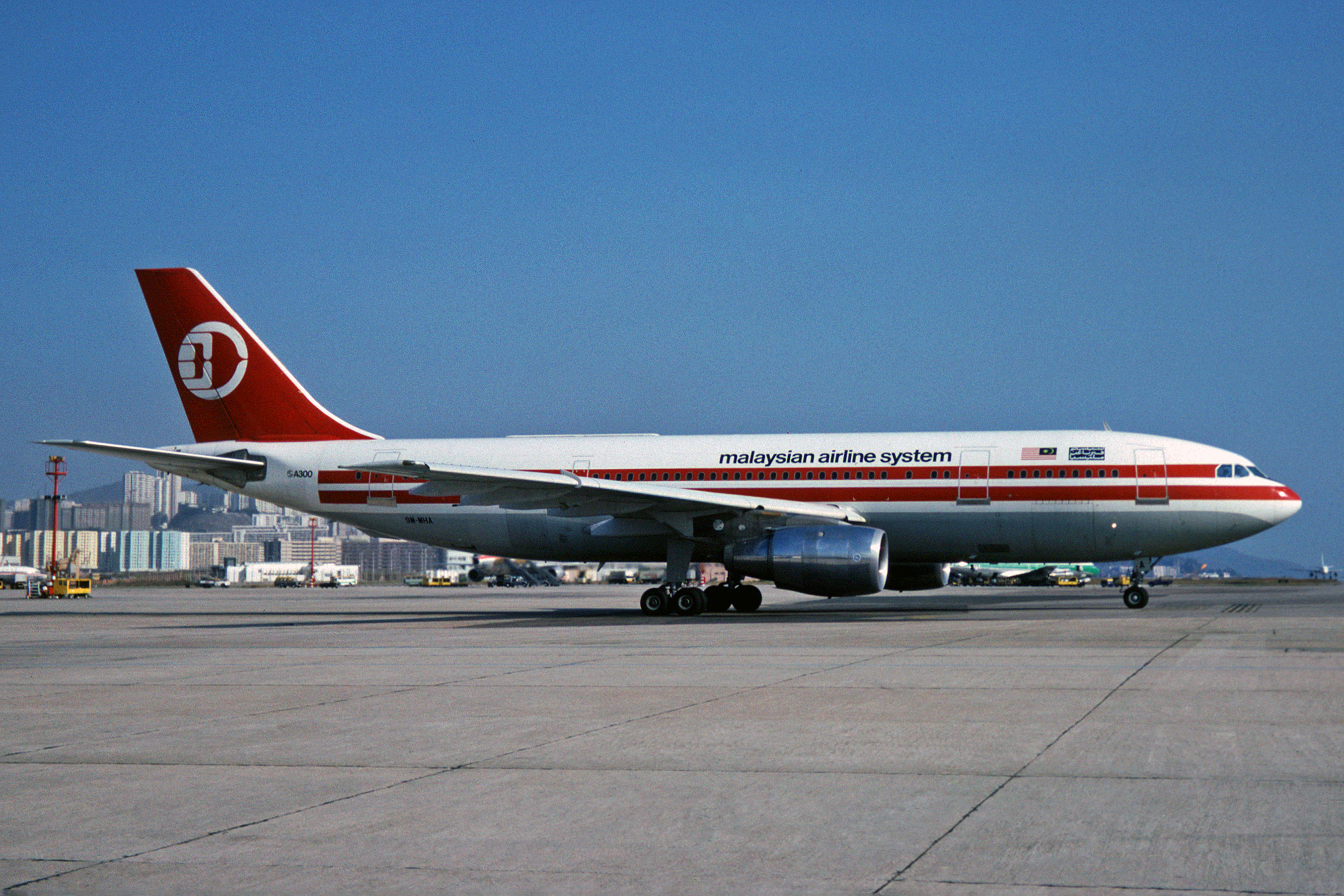
エアバスA300B4
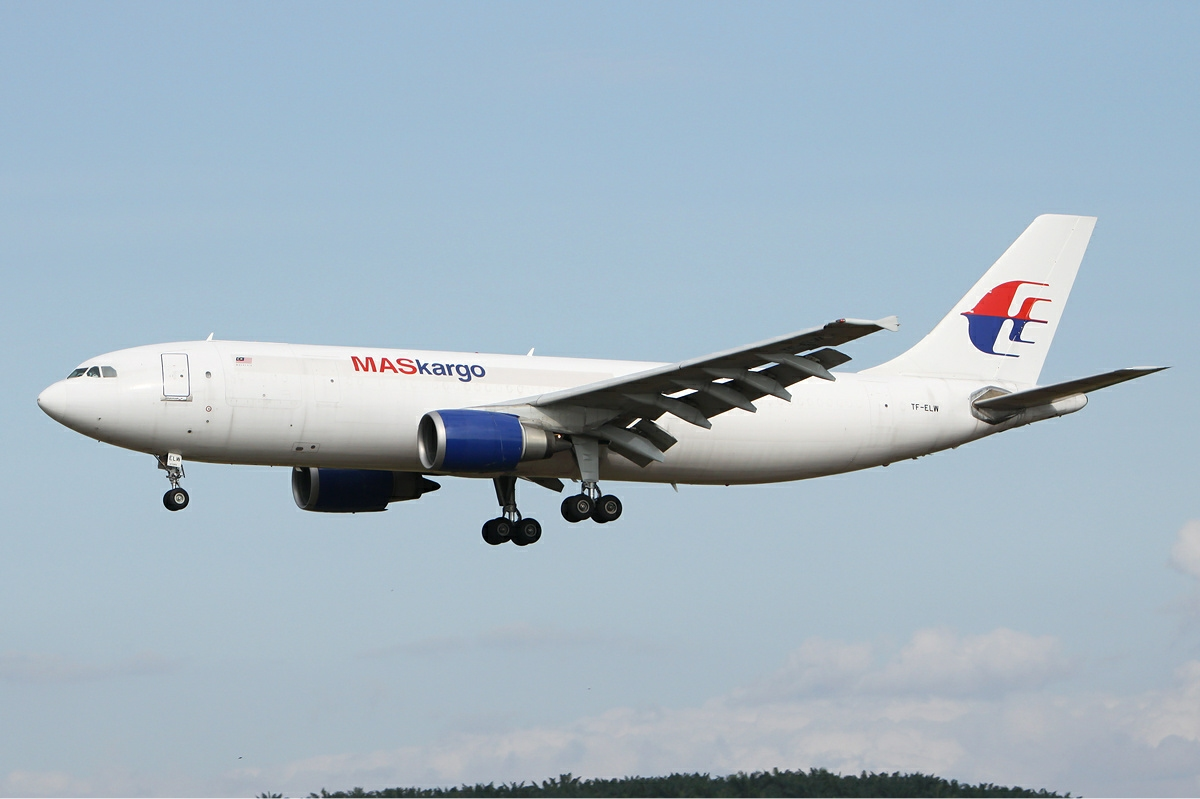
エアバスA300C4-600R
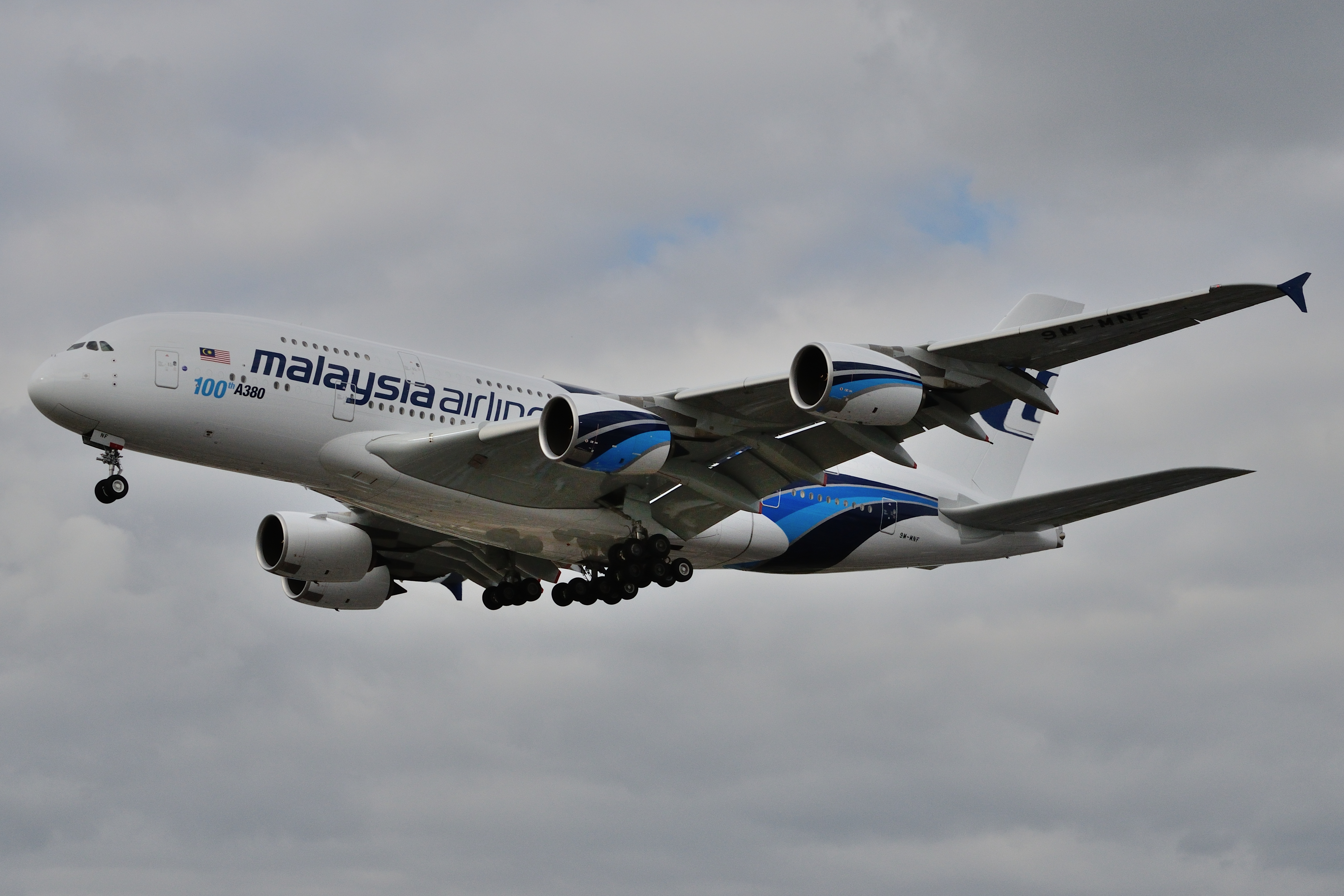
エアバスA380-800（A380通算100機目記念ステッカー付）
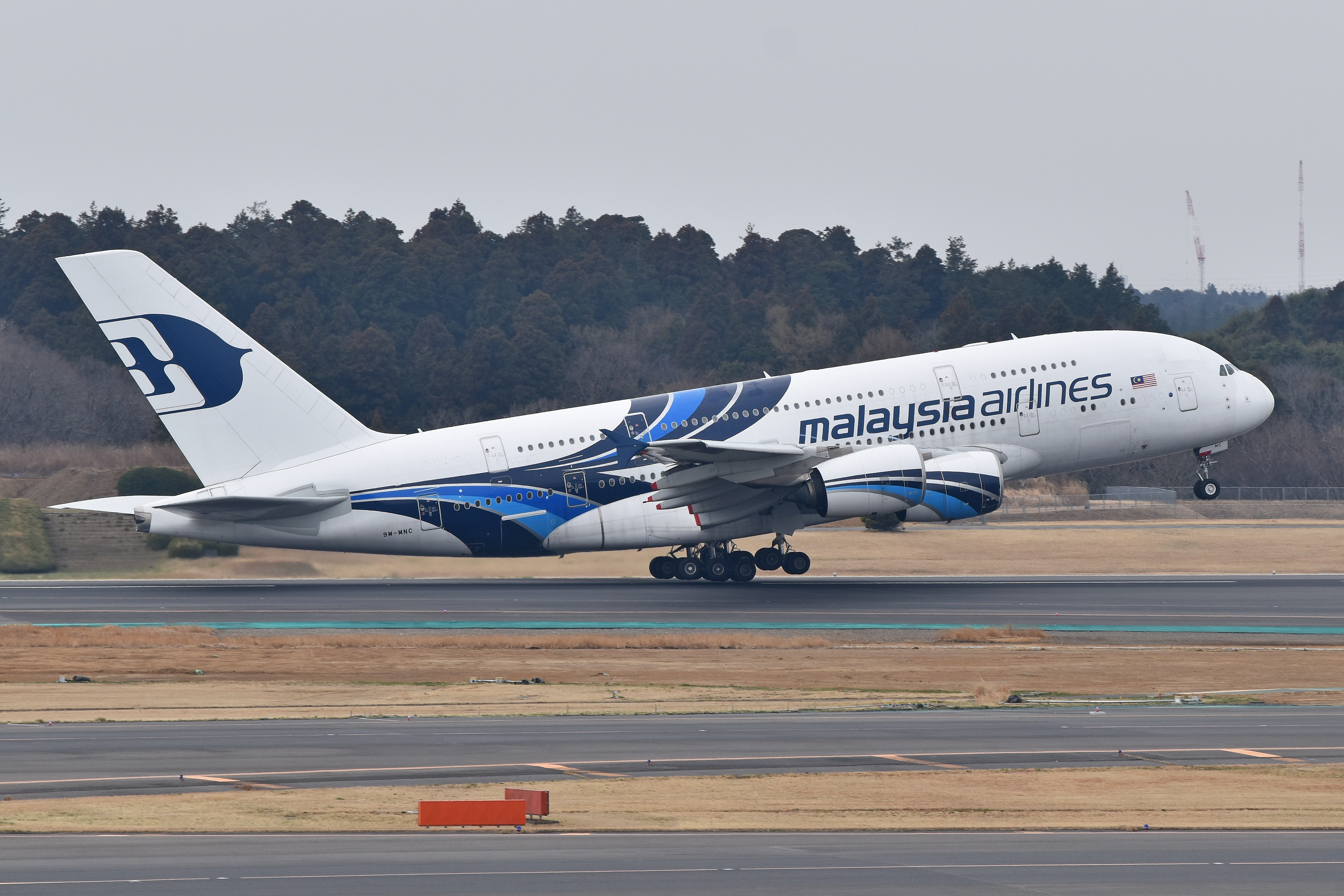
エアバスA380-841
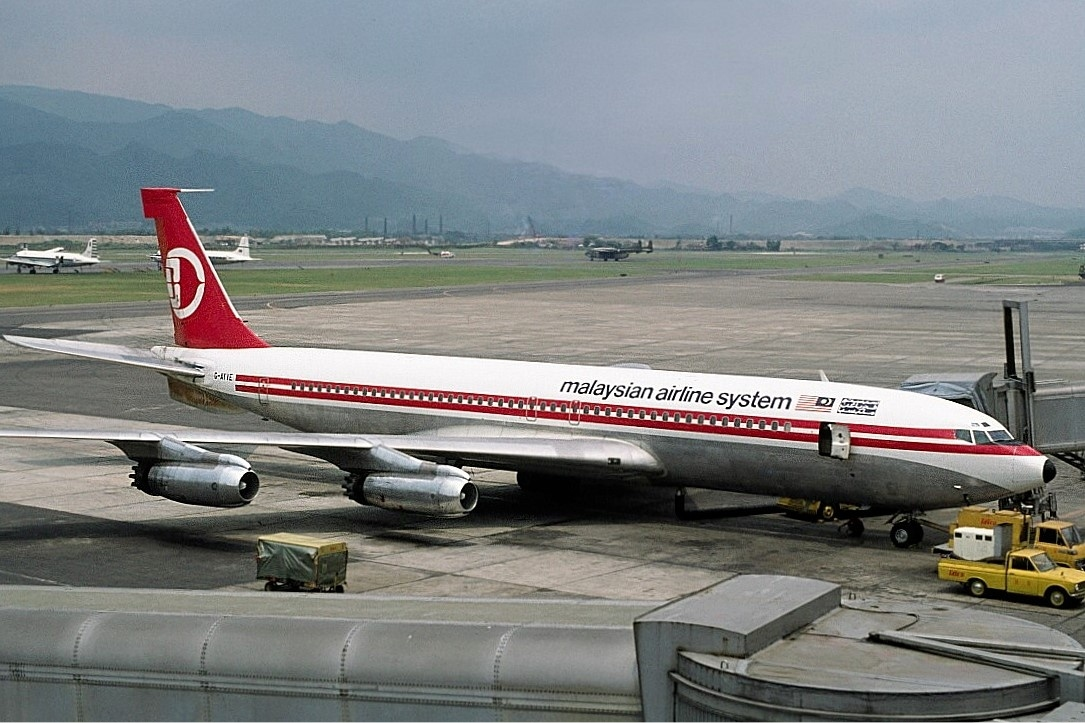
ボーイング707-320
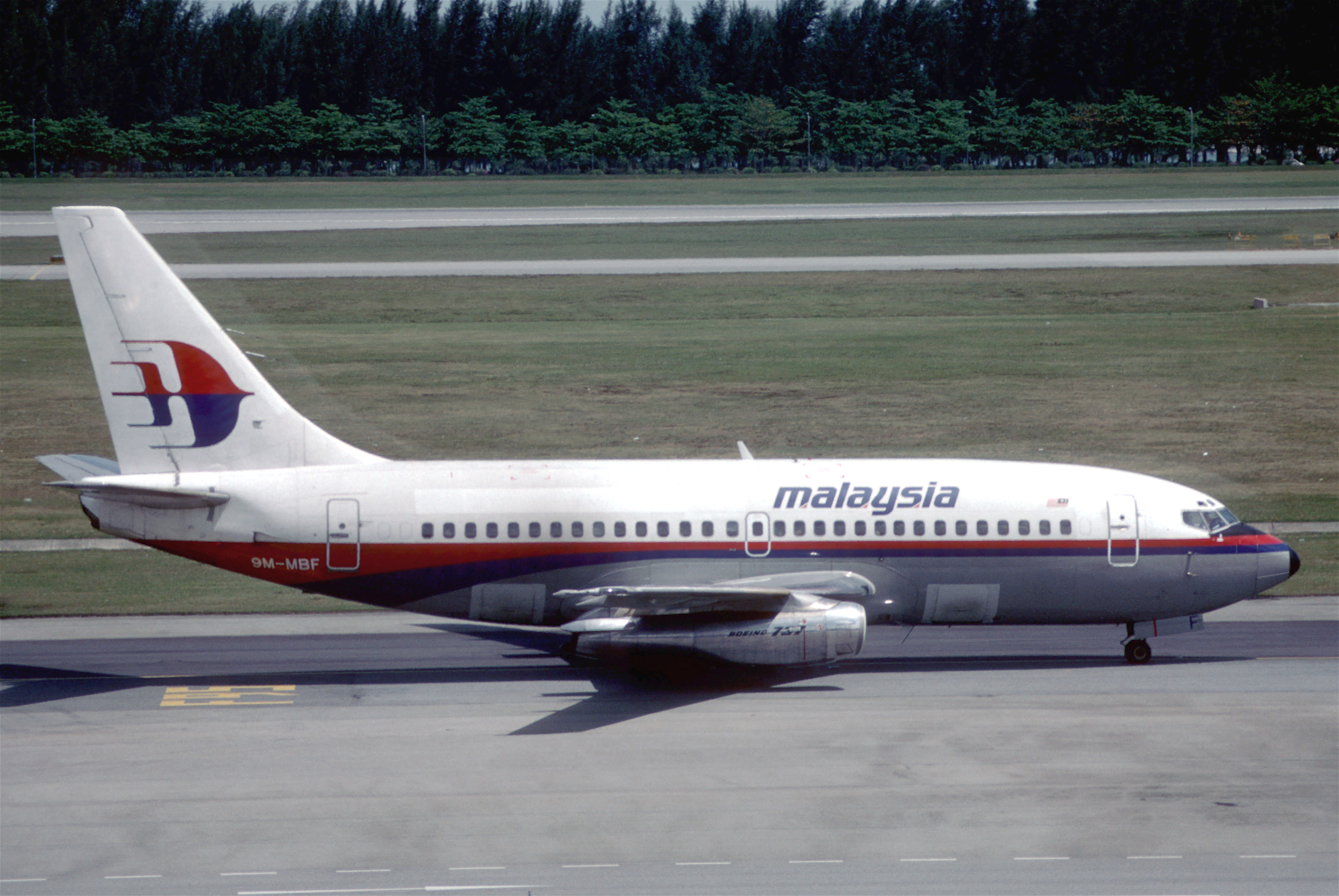
ボーイング737-200adv
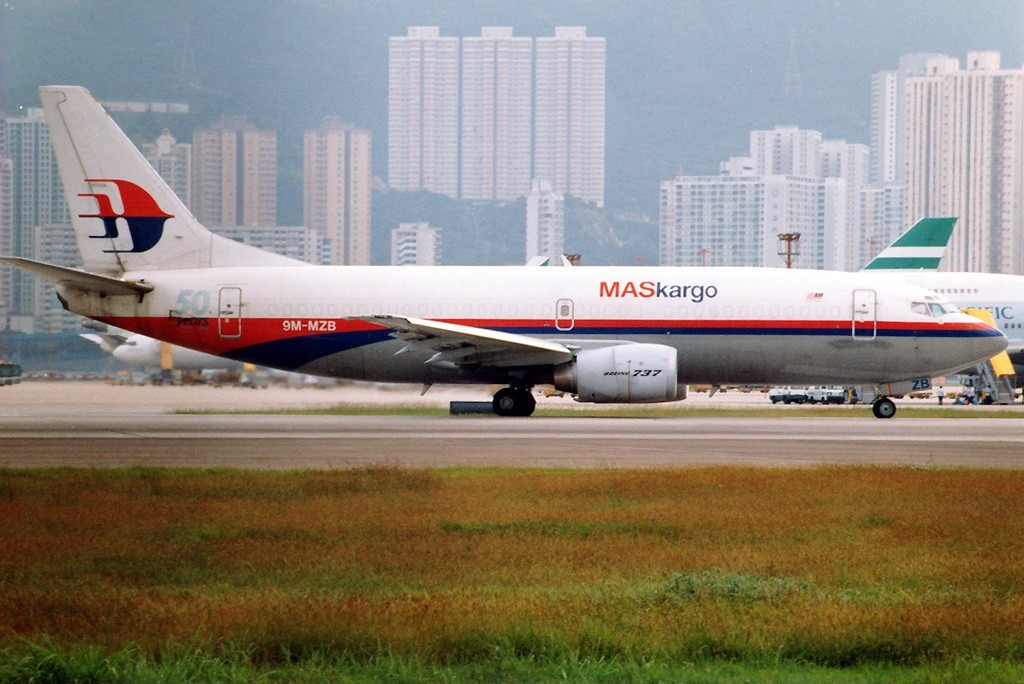
ボーイング737-300SF
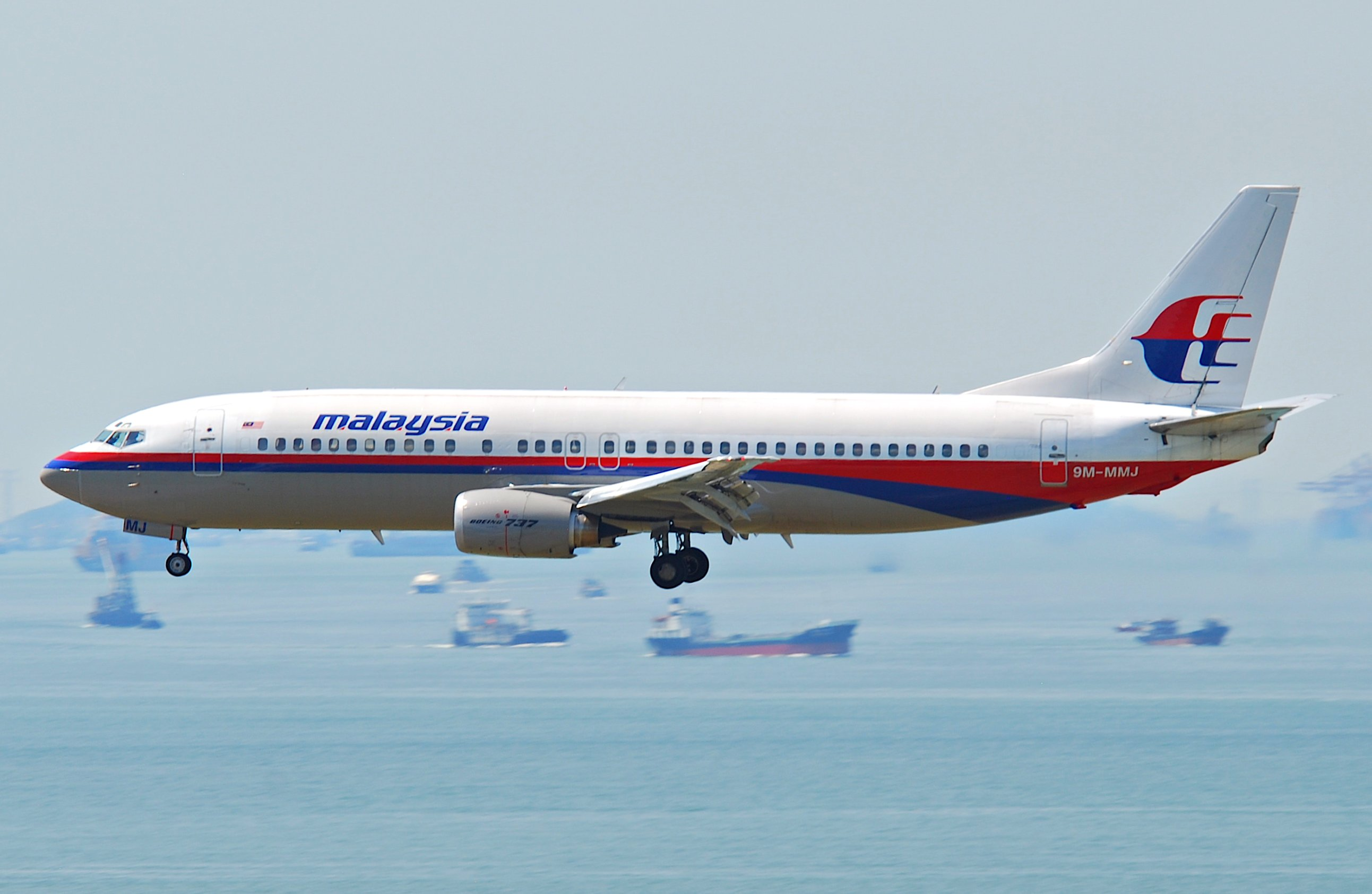
ボーイング737-400
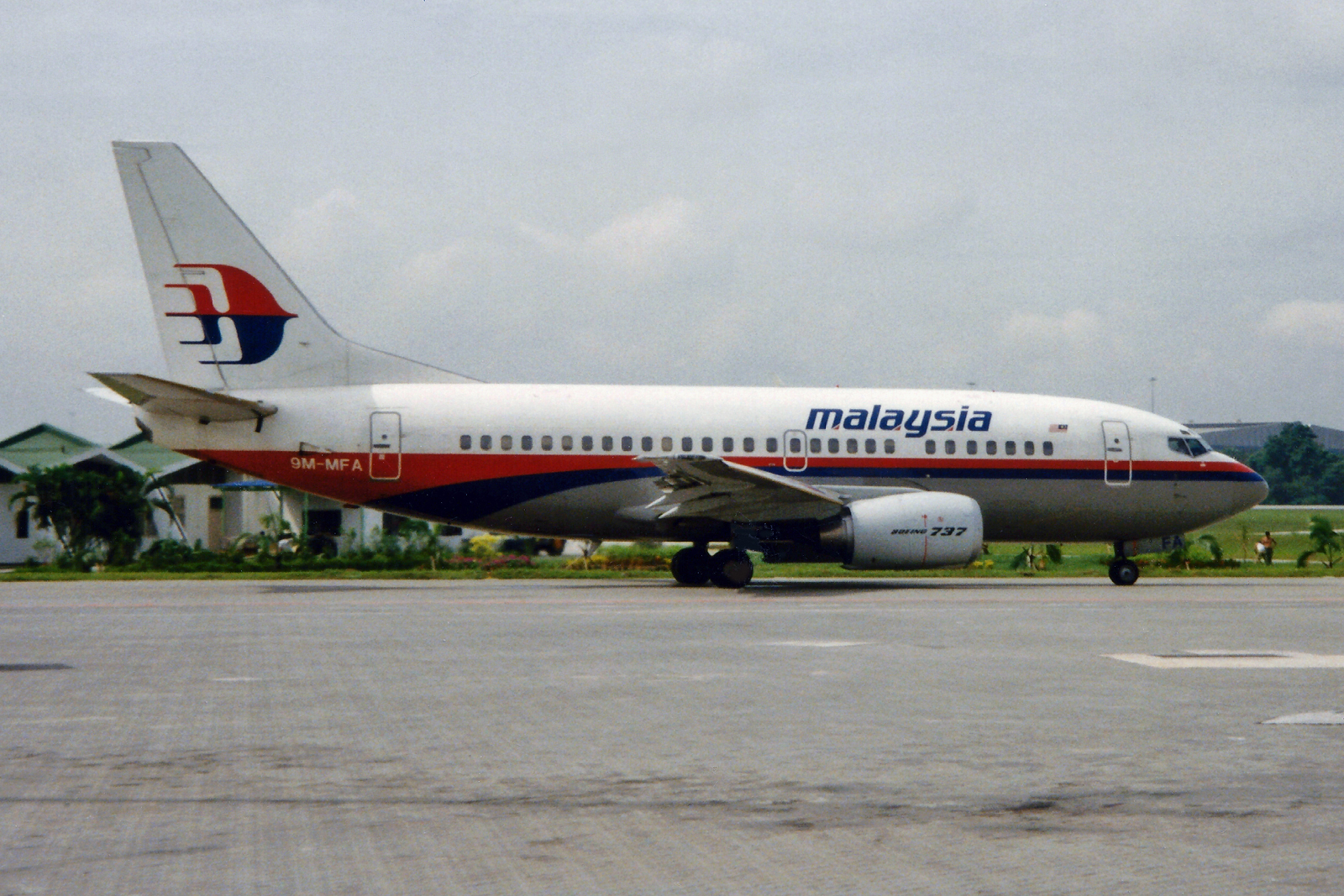
ボーイング737-500
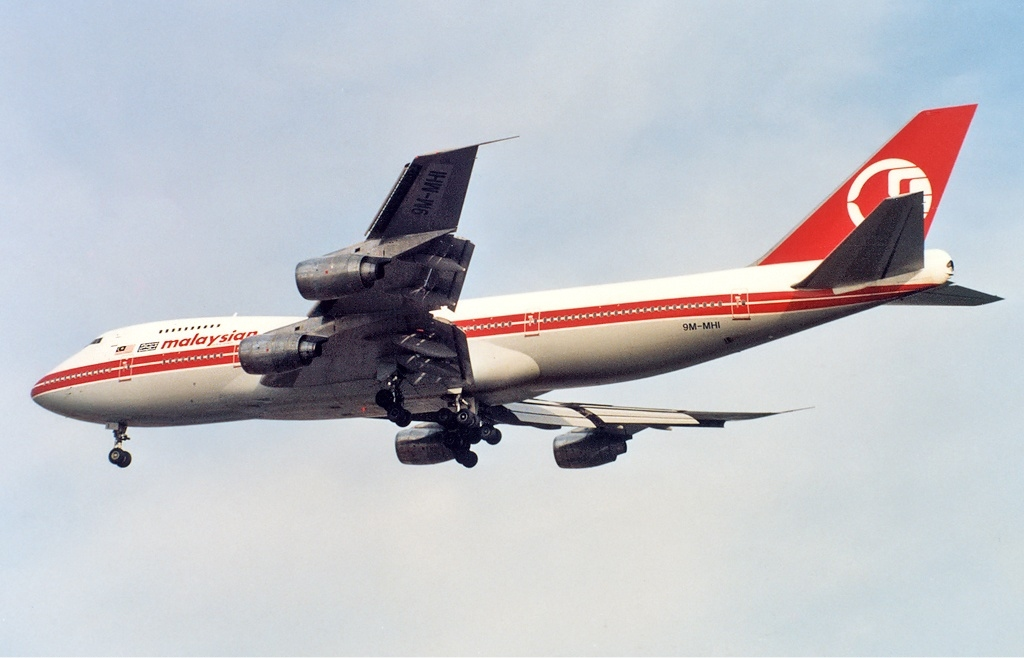
ボーイング747-200B
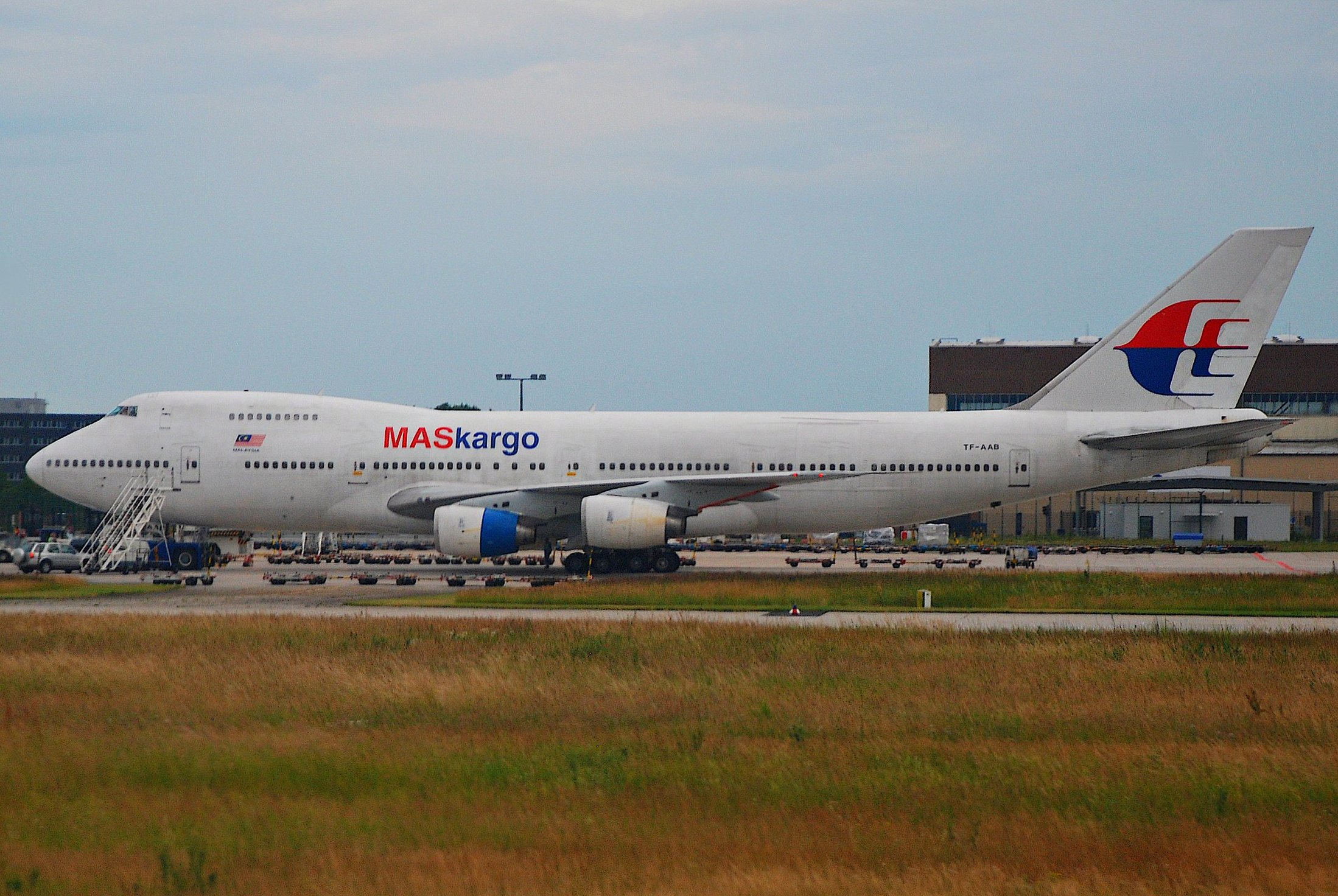
ボーイング747-200SF
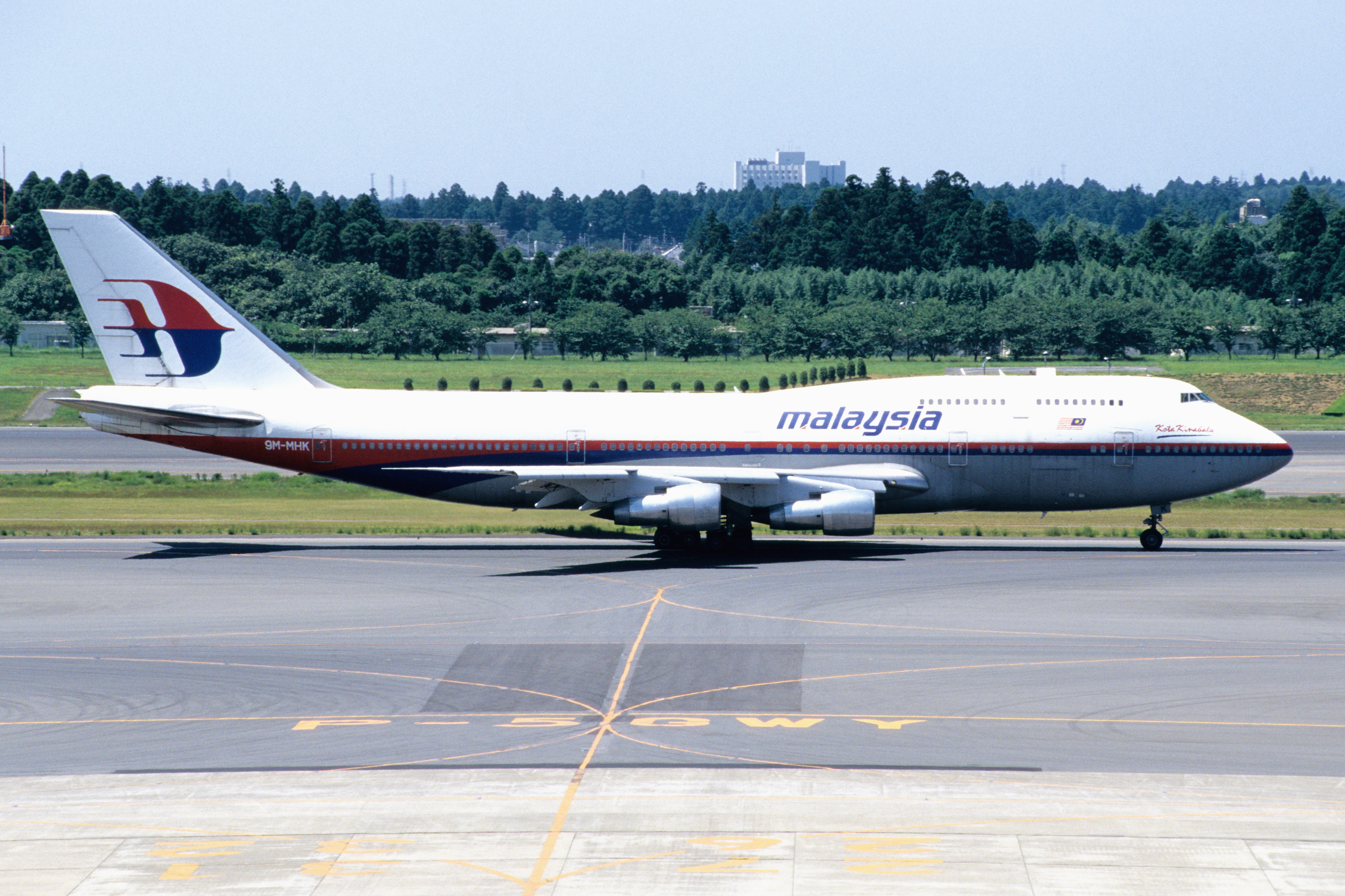
ボーイング747-300M
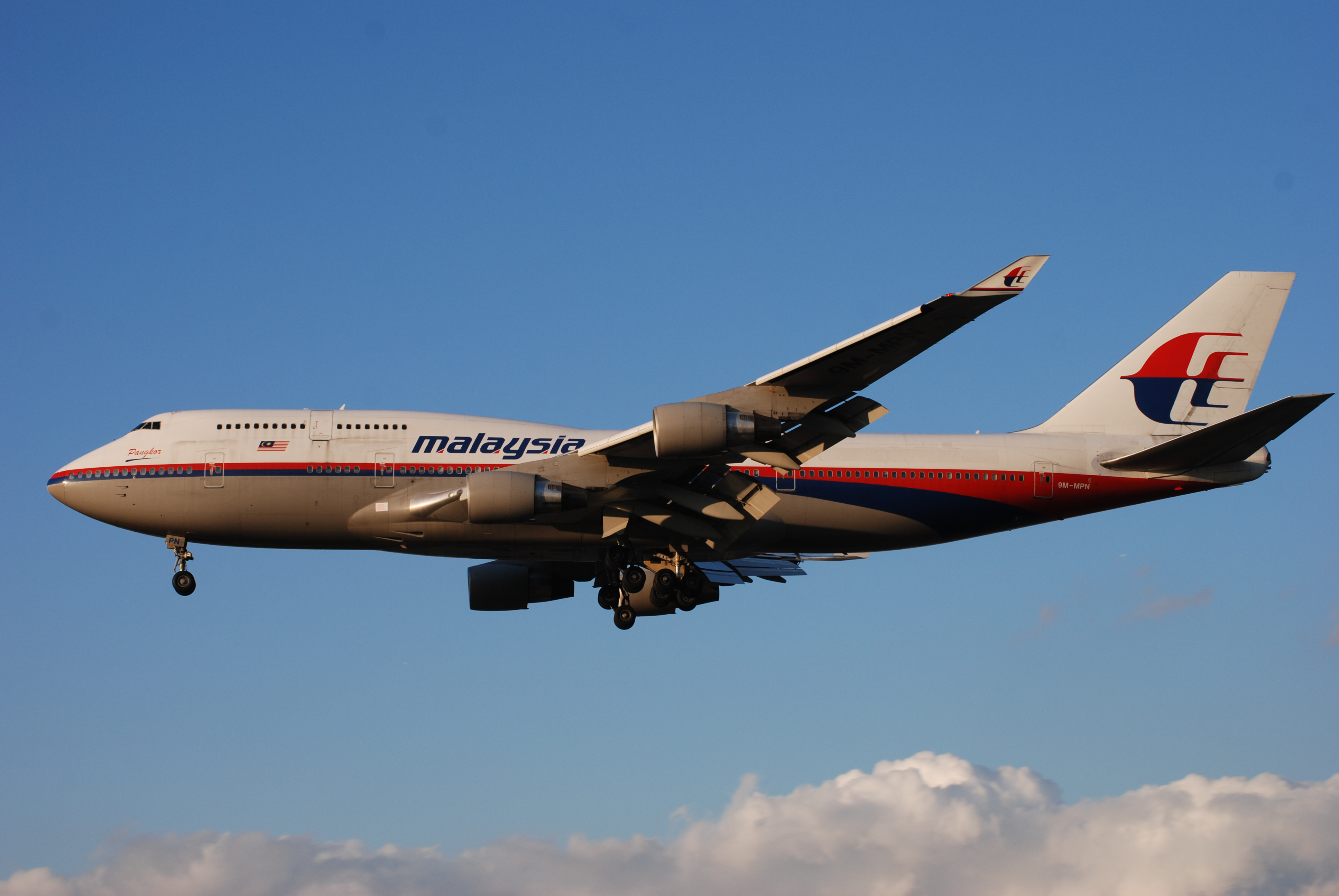
ボーイング747-400
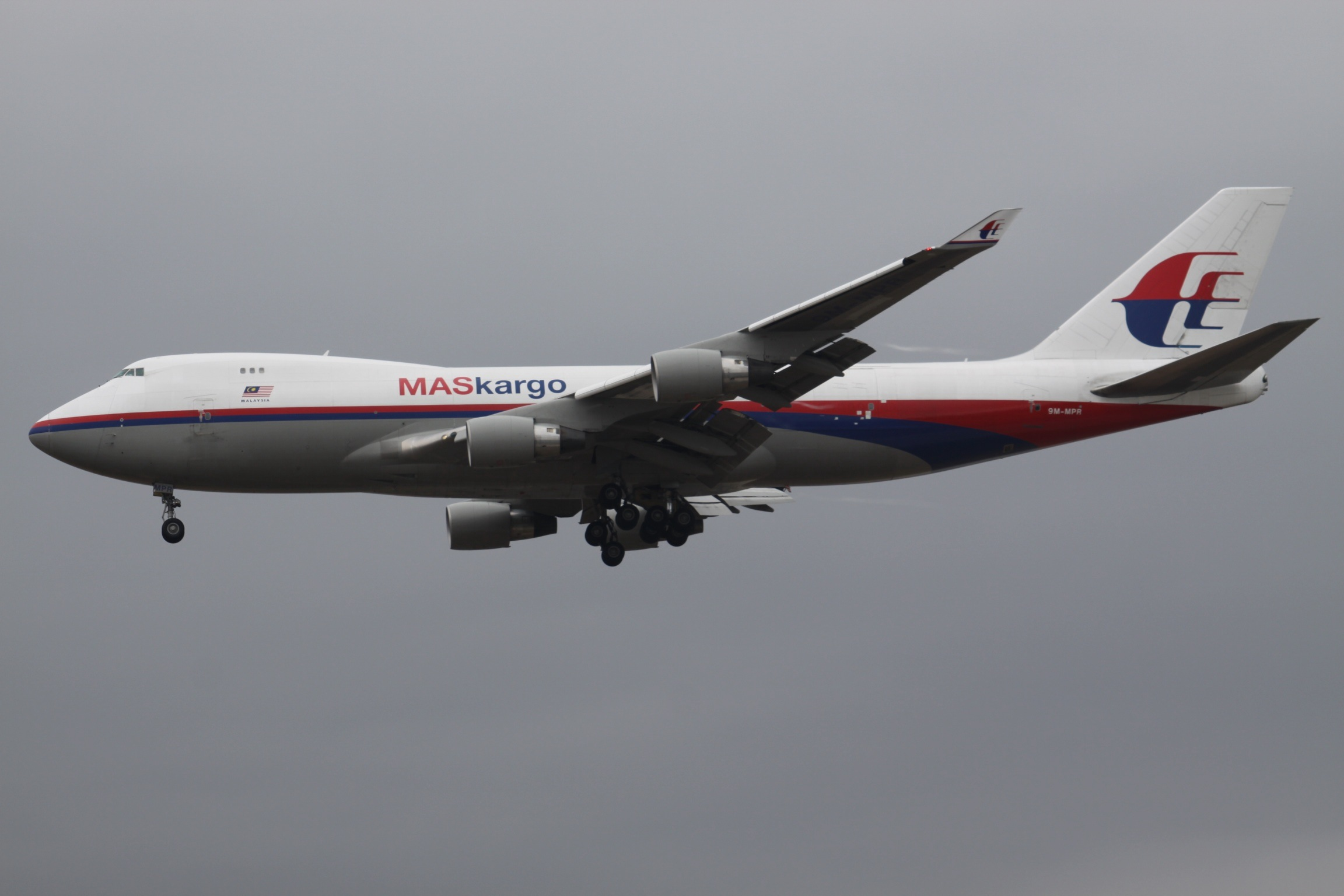
ボーイング747-400F
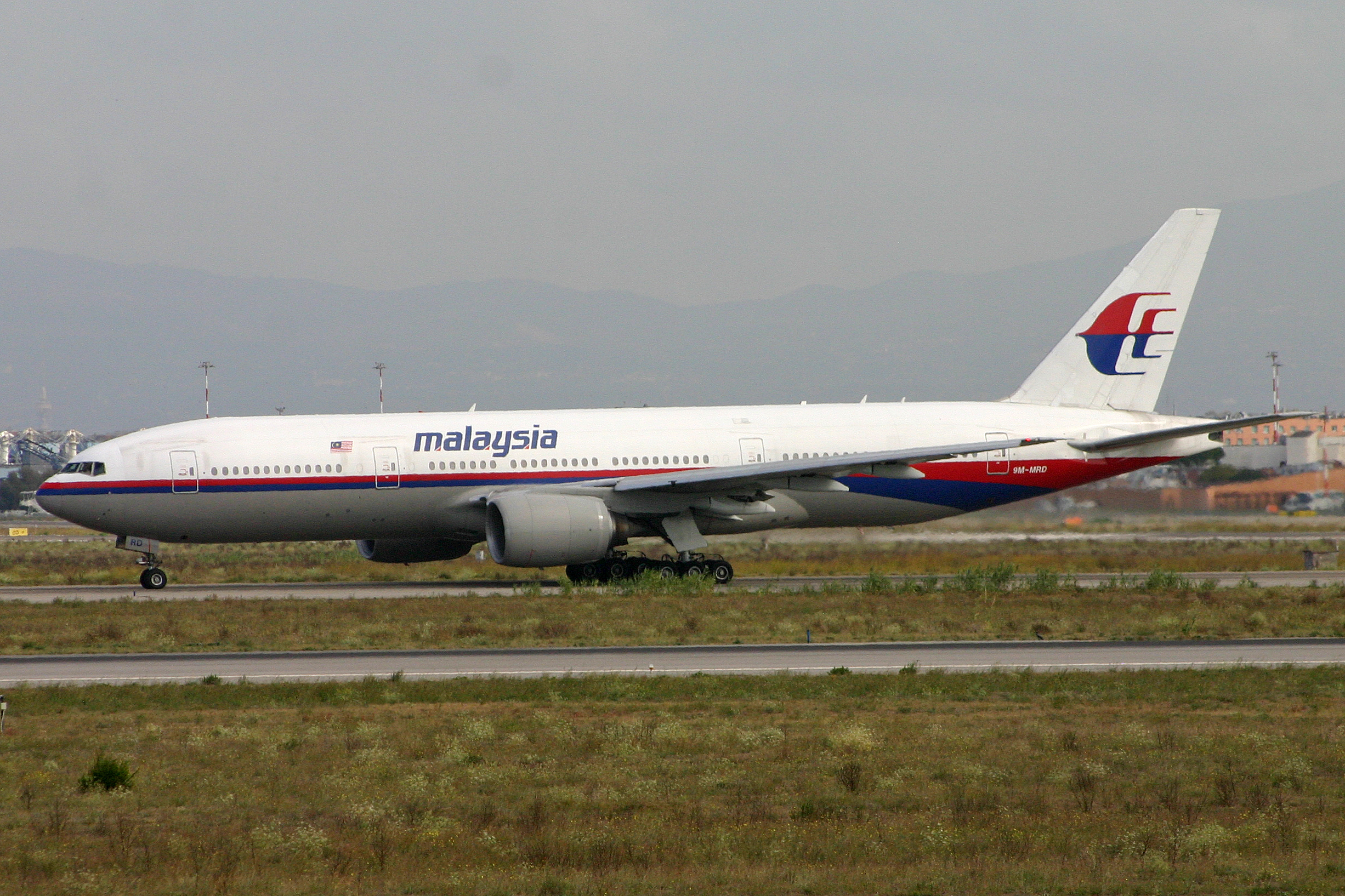
ボーイング777-200ER
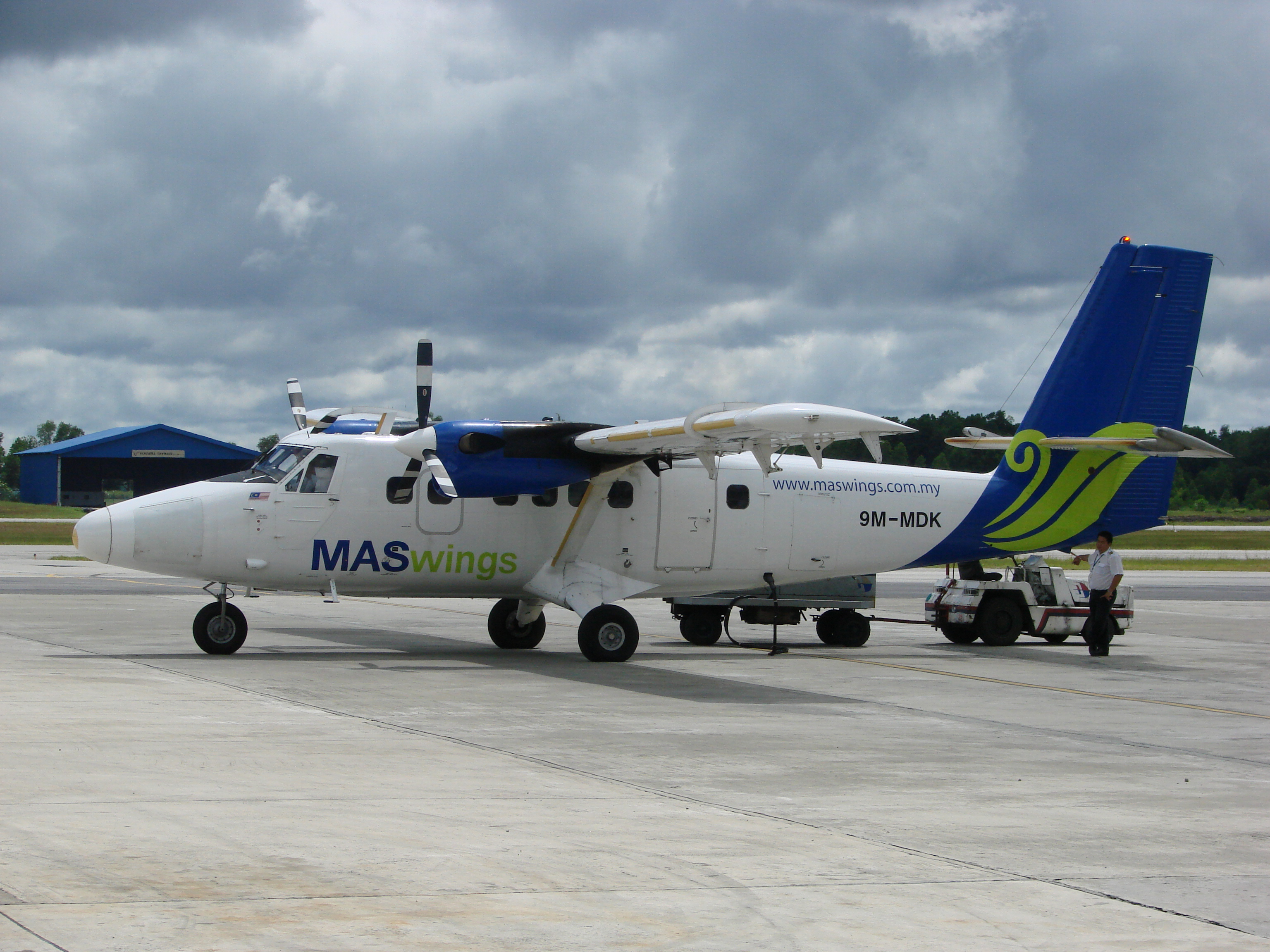
デ・ハビランド・カナダ DHC-6
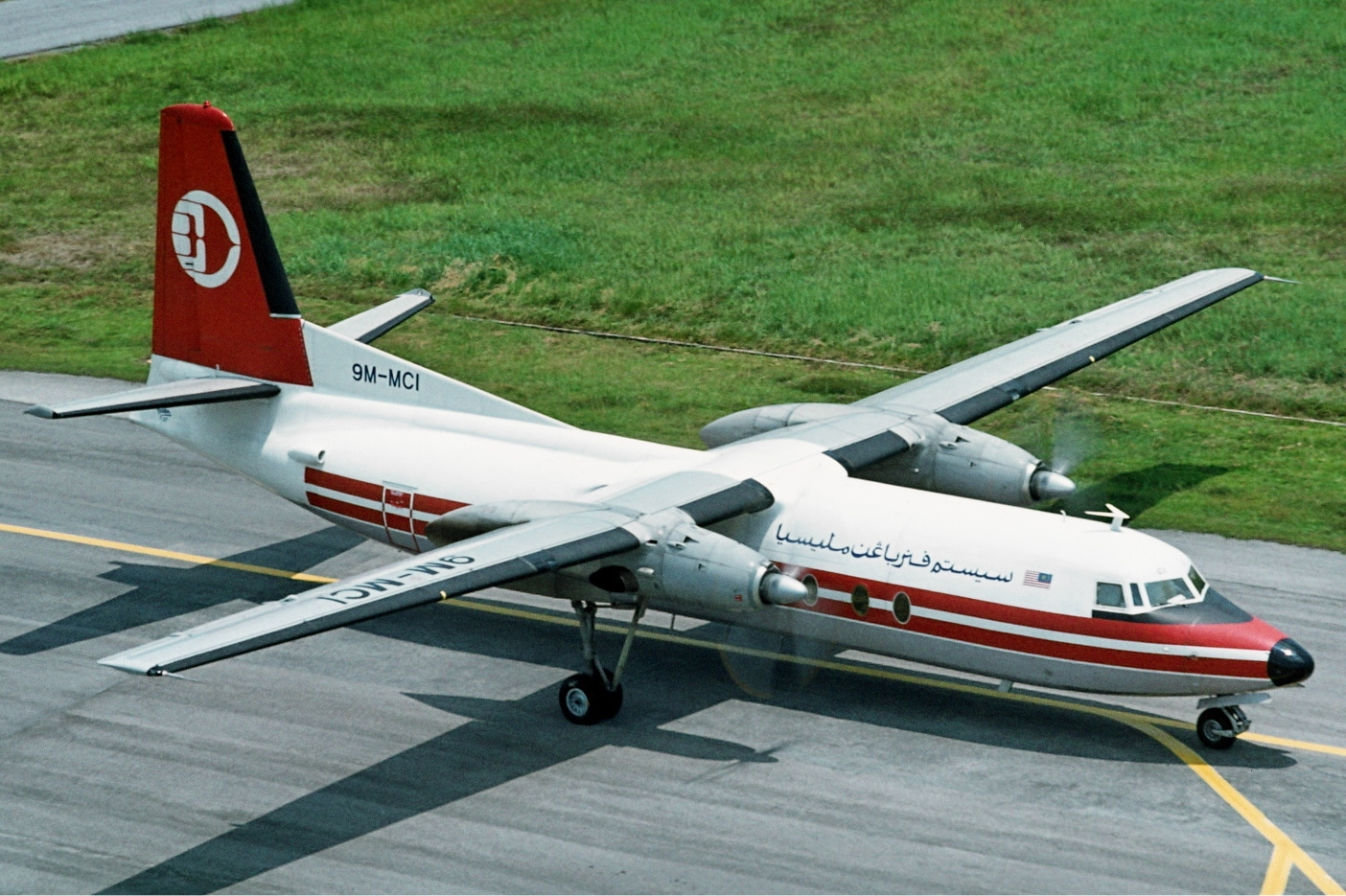
フォッカー F27
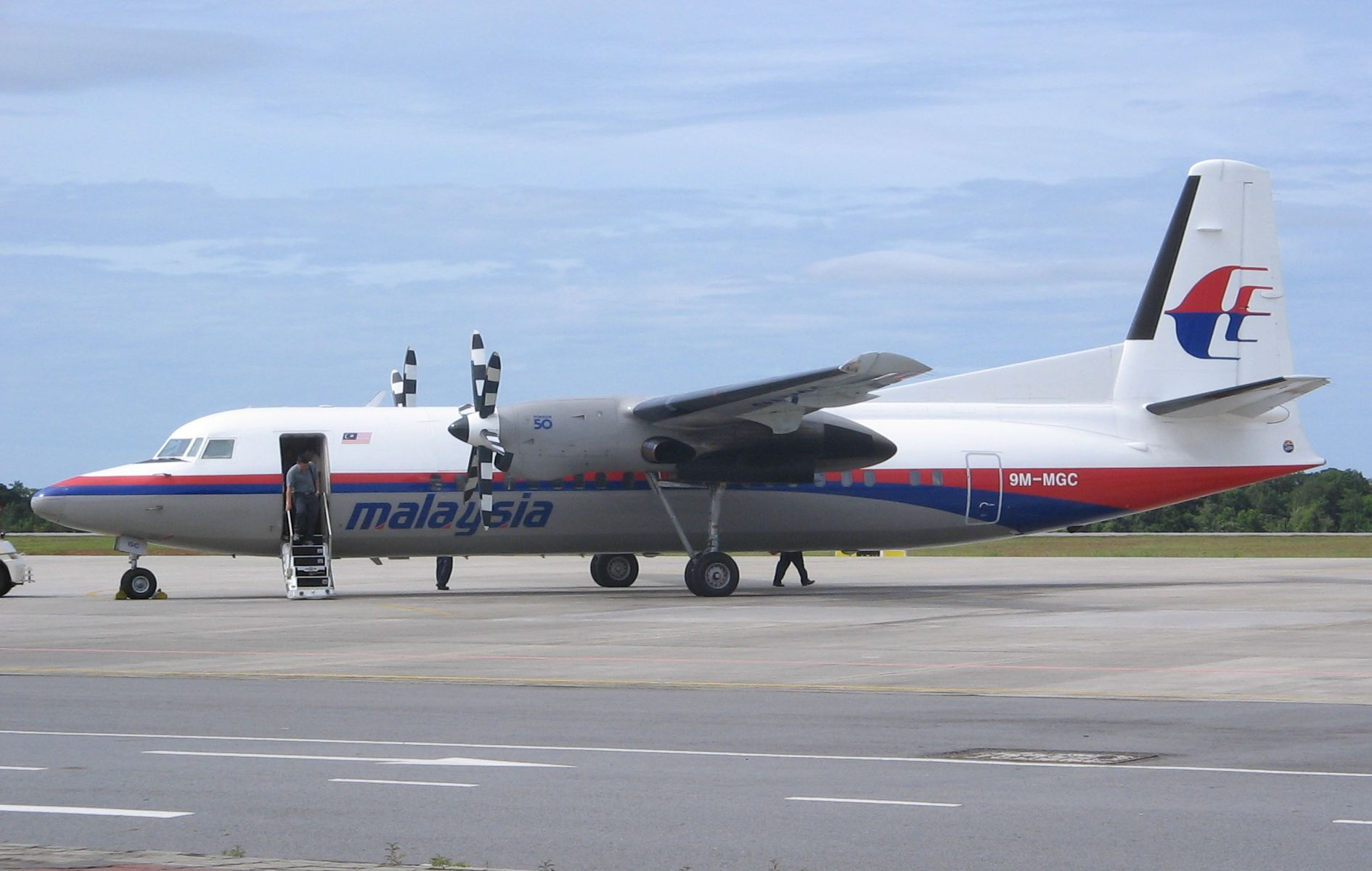
フォッカー 50
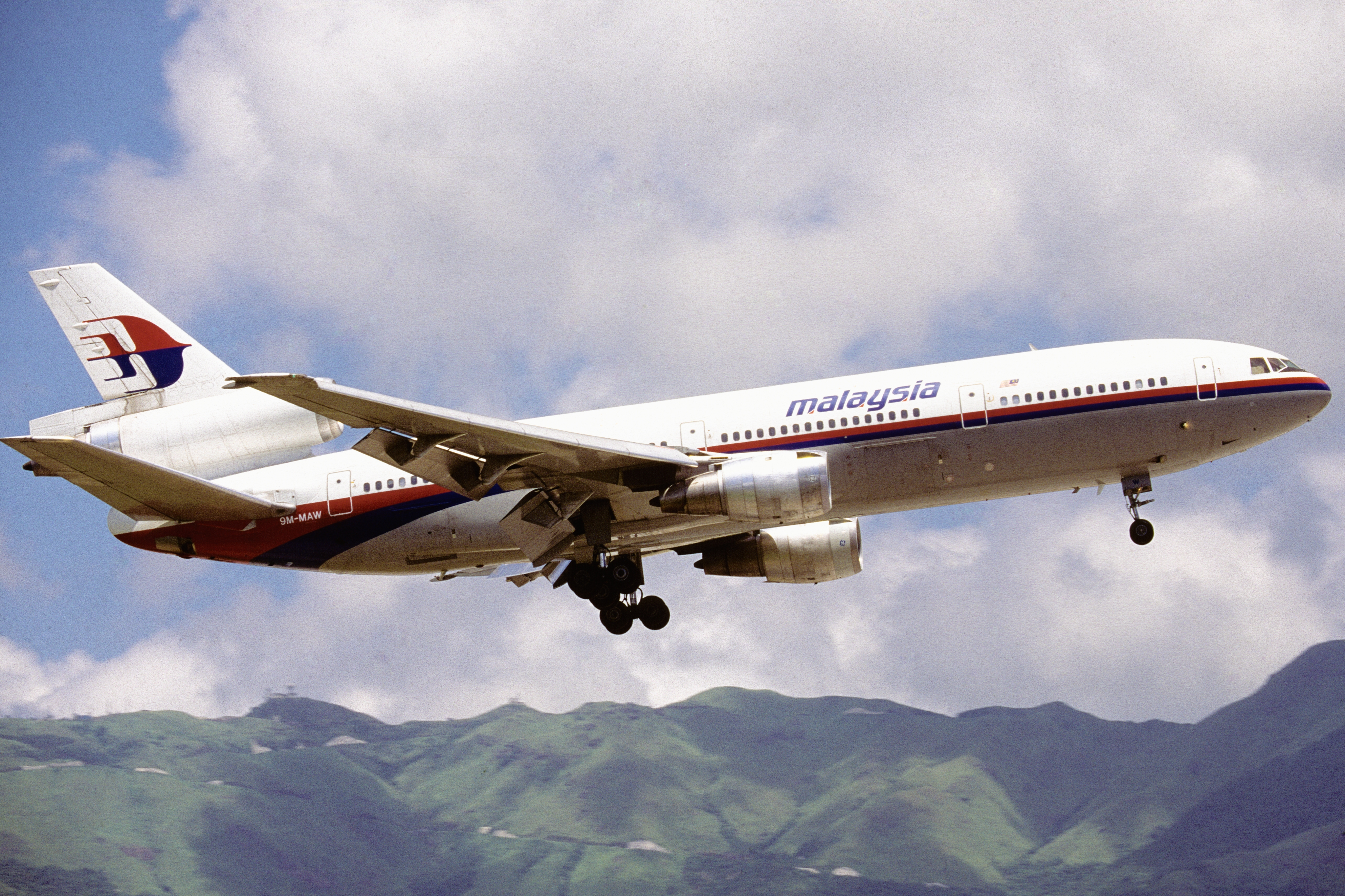
マクドネル・ダグラス DC-10-30
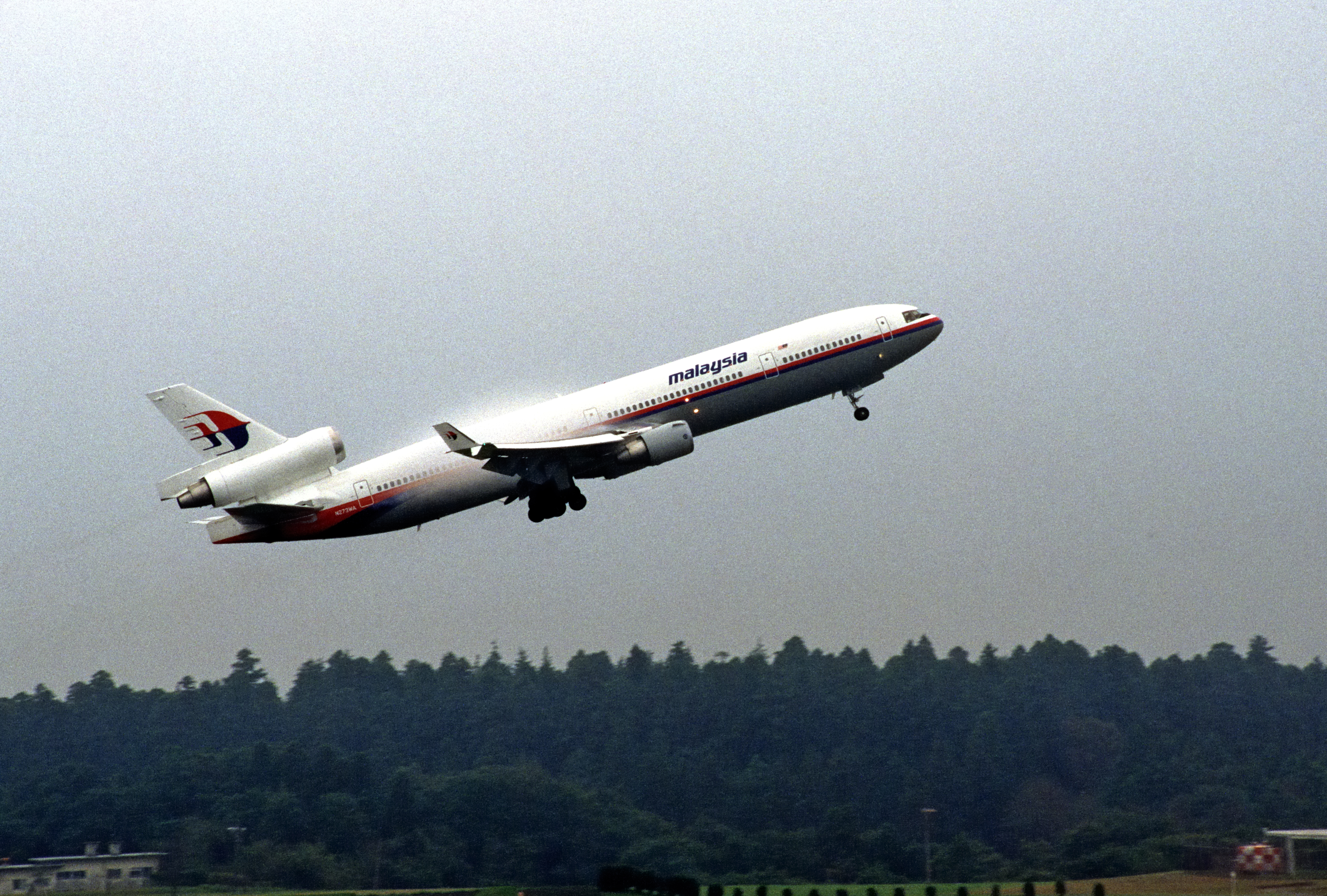
マクドネル・ダグラス MD-11

## 就航都市
- 表記なし : 自社機材乗り入れ路線
- ＊ : ワンワールドパートナー加盟（または加盟予定）路線

| マレーシア航空 就航都市 （2024年現在） | マレーシア航空 就航都市 （2024年現在） | マレーシア航空 就航都市 （2024年現在）                   | マレーシア航空 就航都市 （2024年現在） |
| -------------------------------------- | -------------------------------------- | -------------------------------------------------------- | --- |
| 国                                     | 都市                                   | 空港                                                     | 備考 |
| 東南アジア                             |                                        |                                                          | |
| マレーシア                             | クアラルンプール                       | クアラルンプール国際空港                                 | メインハブ空港 |
| マレーシア                             | クチン                                 | クチン国際空港                                           | 準ハブ空港 |
| マレーシア                             | コタキナバル                           | コタキナバル国際空港                                     | 準ハブ空港 |
| マレーシア                             | ペナン州                               | ペナン国際空港                                           | |
| マレーシア                             | ランカウイ島                           | ランカウイ国際空港                                       | |
| マレーシア                             | ジョホールバル                         | スナイ国際空港                                           | |
| ブルネイ                               | バンダルスリブガワン                   | ブルネイ国際空港                                         | |
| インドネシア                           | ジャカルタ                             | スカルノ・ハッタ国際空港                                 | |
| インドネシア                           | デンパサール                           | ングラ・ライ国際空港                                     | |
| インドネシア                           | スマトラ島                             | クアラナム国際空港                                       | |
| インドネシア                           | スラバヤ                               | ジュアンダ国際空港                                       | |
| フィリピン                             | マニラ                                 | ニノイ・アキノ国際空港                                   | |
| シンガポール                           | シンガポール                           | シンガポール・チャンギ国際空港                           | |
| タイ                                   | バンコク                               | スワンナプーム国際空港                                   | |
| タイ                                   | プーケット県                           | プーケット国際空港                                       | |
| タイ                                   | ムアンチエンマイ郡                     | チェンマイ国際空港                                       | 2024年8月15日から就航予定 |
| ベトナム                               | ハノイ                                 | ノイバイ国際空港                                         | |
| ベトナム                               | ホーチミンシティ                       | タンソンニャット国際空港                                 | |
| ベトナム                               | ダナン                                 | ダナン国際空港                                           | 2024年9月24日から就航予定 |
| カンボジア                             | プノンペン                             | プノンペン国際空港                                       | |
| ミャンマー                             | ヤンゴン                               | ヤンゴン国際空港                                         | |
| 東アジア                               |                                        |                                                          | |
| 日本                                   | 東京                                   | 東京国際空港（羽田空港）                                 | 2022年8月14日より就航したが クアラルンプール線は2023年9月17日以降運休し、 コタキナバル線を2025年2月24日から 東京/成田から振替運航再開見込み |
| 日本                                   | 東京                                   | 成田国際空港                                             | コタキナバル線羽田振替で余剰枠を 2025年2月3日からクアラルンプール線増便に転用見込み                                                         |
| 日本                                   | 大阪                                   | 関西国際空港                                             | |
| 韓国                                   | ソウル                                 | 仁川国際空港                                             | |
| 台湾                                   | 台北                                   | 台湾桃園国際空港                                         | |
| 香港                                   | 香港                                   | 香港国際空港                                             | |
| 中国                                   | 北京                                   | 北京首都国際空港                                         | |
| 中国                                   | 上海                                   | 上海浦東国際空港                                         | |
| 中国                                   | 広州                                   | 広州白雲国際空港                                         | |
| 中国                                   | 厦門                                   | 厦門高崎国際空港                                         | |
| 南アジア                               |                                        |                                                          | |
| ネパール                               | カトマンズ                             | トリブバン国際空港                                       | |
| バングラデシュ                         | ダッカ                                 | シャージャラル国際空港                                   | |
| インド                                 | デリー                                 | インディラ・ガンディー国際空港                           | |
| インド                                 | バンガロール                           | ベンガルール国際空港                                     | |
| インド                                 | チェンナイ                             | チェンナイ国際空港                                       | |
| インド                                 | ハイデラバード                         | ラジーヴ・ガンディー国際空港                             | |
| インド                                 | ムンバイ                               | チャットラパティー・シヴァージー国際空港                 | |
| インド                                 | コーチ                                 | コーチン国際空港                                         | |
| スリランカ                             | コロンボ                               | バンダラナイケ国際空港                                   | |
| モルディブ                             | マレ                                   | マレ国際空港                                             | 2024年8月１日から再就航 |
| 西アジア                               |                                        |                                                          | |
| カタール                               | ドーハ                                 | ハマド国際空港                                           | カタール航空との戦略的パートナーシップにより A350によるダブルデイリー運航                                                                   |
| サウジアラビア                         | ジェッダ                               | キング・アブドゥルアズィーズ国際空港                     | 国教的にイスラム教徒が多く聖地メッカ巡礼のため ハッジチャーターを運航することがある                                                         |
| サウジアラビア                         | メディナ                               | プリンス・モハンマド・ビン・アブドゥルアズィーズ国際空港 | |
| ヨーロッパ                             |                                        |                                                          | |
| イギリス                               | ロンドン                               | ロンドン・ヒースロー空港                                 | A350によるデイリー運航 |
| フランス                               | パリ                                   | パリ＝シャルル・ド・ゴール空港                           | 2025年3月22日から9年ぶりに A350にて週4便で再開予定。                                                                                        |
| オセアニア                             |                                        |                                                          | |
| オーストラリア                         | シドニー                               | シドニー国際空港                                         | |
| オーストラリア                         | アデレード                             | アデレード空港                                           | |
| オーストラリア                         | メルボルン                             | メルボルン空港                                           | |
| オーストラリア                         | パース                                 | パース空港                                               | |
| オーストラリア                         | ブリスベン                             | ブリスベン空港                                           | |
| ニュージーランド                       | オークランド                           | オークランド国際空港                                     | |
| 休・廃止路線                           |                                        |                                                          | |
| インドネシア                           | ジョグジャカルタ特別州                 | アジスチプト国際空港                                     | |
| タイ                                   | ムアンクラビー郡                       | クラビー空港                                             | |
| フィリピン                             | セブ島                                 | マクタン・セブ国際空港                                   | |
| 日本                                   | 名古屋                                 | 中部国際空港                                             | |
| 日本                                   | 福岡                                   | 福岡空港                                                 | |
| 台湾                                   | 高雄                                   | 高雄国際空港                                             | |
| 中国                                   | 昆明                                   | 昆明長水国際空港                                         | |
| 中国                                   | 武漢                                   | 武漢天河国際空港                                         | [ 36 ] |
| 中国                                   | 海口                                   | 海口美蘭国際空港                                         | [ 37 ] |
| 中国                                   | 福州                                   | 福州長楽国際空港                                         | [ 37 ] |
| 中国                                   | 南京                                   | 南京禄口国際空港                                         | [ 37 ] |
| 中国                                   | 重慶                                   | 重慶江北国際空港                                         | [ 37 ] |
| 中国                                   | 深圳                                   | 深圳宝安国際空港                                         | 2017年8月17日より就航開始予定 |
| 中国                                   | 成都                                   | 成都双流国際空港                                         | 2017年10月17日より就航開始予定 |
| 中国                                   | 天津                                   | 天津浜海国際空港                                         | 2017年度中に就航予定 |
| パキスタン                             | カラチ                                 | ジンナー国際空港                                         | |
| アラブ首長国連邦                       | ドバイ                                 | ドバイ国際空港                                           | [ 38 ] |
| サウジアラビア                         | ダンマーム                             | キング・ファハド国際空港                                 | ドバイ経由便 |
| クウェート                             | クウェート                             | クウェート国際空港                                       | |
| レバノン                               | ベイルート                             | ラフィク・ハリリ国際空港                                 | |
| イタリア                               | ローマ                                 | フィウミチーノ空港                                       | |
| ドイツ                                 | フランクフルト                         | フランクフルト空港                                       | |
| オランダ                               | アムステルダム                         | アムステルダム・スキポール空港                           | 現在KLMオランダ航空によるコードシェア便で運航                                                                                               |
| オーストラリア                         | ケアンズ                               | ケアンズ国際空港                                         | |
| オーストラリア                         | ダーウィン                             | ダーウィン国際空港                                       | [ 40 ] |
| アメリカ合衆国                         | ニューアーク                           | ニューアーク・リバティー国際空港                         | ストックホルム経由便 |
| アメリカ合衆国                         | ニューヨーク                           | ジョン・F・ケネディ国際空港                              | （＊） |
| アメリカ合衆国                         | ロサンゼルス                           | ロサンゼルス国際空港                                     | 成田経由便 2014年4月30日をもって運航休止 以降、日本航空、アメリカン航空、 キャセイパシフィック航空によるコードシェア便運航                  |
| アメリカ合衆国                         | サンフランシスコ                       | サンフランシスコ国際空港                                 | （＊） |
| カナダ                                 | バンクーバー                           | バンクーバー国際空港                                     | 香港経由便 |
| 南アフリカ共和国                       | ヨハネスブルク                         | O・R・タンボ国際空港                                     | |
| 南アフリカ共和国                       | ケープタウン                           | ケープタウン国際空港                                     | |
| アルゼンチン                           | ブエノスアイレス                       | エセイサ国際空港                                         | ケープタウン経由便 |

以前は国際線の特別な路線は経由便として世界最長路線となるケープタウン経由ブエノスアイレス線を運航していたが、2012年2月1日をもって運休となった。以前はアフリカやアメリカなどにも路線を保有していたが、経営再建によりアジア路線重視の方向に転換し、運休路線へは今後コードシェアなどでサービスを提供続けるとしている。
国内線ではコタキナバル（サバ州）、ペナン島（ペナン州）、クチン（サラワク州）、ジョホールバル（ジョホール州）への路線を中心に、主要都市を網羅している。

## 日本との関係

### 日本への運航便
| 便名    | 路線             | 路線      | 機材                                  | ※コードシェア  |
| ------- | ---------------- | --------- | ------------------------------------- | -------------- |
| MH70/71 | クアラルンプール | 東京/成田 | - エアバスA330-300 - エアバスA350-900 | AA、FY、JL、QR |
| MH88/89 | クアラルンプール | 東京/成田 | - エアバスA330-300 - エアバスA350-900 | AA、FY、JL、QR |
| MH52/53 | クアラルンプール | 大阪/関西 | エアバスA330-300                      | FY、JL、QR     |

※コードシェア
- AA-アメリカン航空
- FY-ファイアフライ航空
- JL→日本航空
- QR→カタール航空

日本発着の全路線に、必ず日本人客室乗務員が1名以上乗務している。

### 歴史
- 2010年11月、東京/羽田-コタキナバル線を開設。同時に東京/成田-コタキナバル経由-クアラルンプール線を直行に変更した。
- 2012年1月3日、大阪/関西-コタキナバル線を運休。
- 2012年1月31日、東京/羽田-コタキナバル線を運休。
- 2013年10月、成田-コタキナバル線を再開した。
- 2021年5月2日から、大阪/関西-クアラルンプール線を再開。
- 2022年8月14日、東京/羽田-クアラルンプール線を週2往復で運航開始。12月には週5往復へ増便した。
- 2023年9月17日より、東京/羽田-クアラルンプール線を運休した。また、同時に、成田-クアラルンプール線を週7往復から週12往復に増便し、羽田発着を成田発着に移管した[42]。
- 2024年5月6日をもって、成田-コタキナバル線を運休[43]。
- 2024年6月20日、東京/羽田-クアラルンプール線の航空交通権が取り消された[44]。
- 2025年2月24日、羽田-コタキナバル線を季節便として運行開始[45]。

### 日本航空との提携
2020年7月25日より、日本航空と日本＝マレーシア路線において共同事業を行っている。コードシェアの他、マイレージの提携も行っている。また、マレーシア航空のクアラルンプール国際空港、日本航空の成田国際空港と関西国際空港のラウンジの共有サービスも開始した。
ではコードシェアを実施し、同時に、日本航空の国内線一部路線、北米路線においても新たにコードシェアを実施し、需要の高い東南アジア-北米間の通過需要や日本各主要都市との乗り継ぎの利便性を向上している。

## サービス

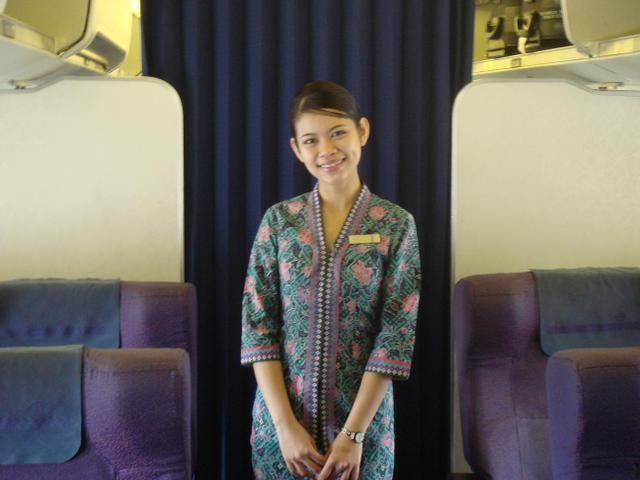
マレーシア航空の客室乗務員

1992年から1995年まで連続4年間ベスト・ファーストクラス賞、2000年から2004年まで連続5年間ベスト・キャビンスタッフ賞、2005年から2010年は世界で6社(2005年は4社、2006年から)しかない「5つ星航空会社」（イギリス・スカイトラック社/旧インフライトサービス社）に選出されるように、国際的な評価は非常に高い。

### 座席

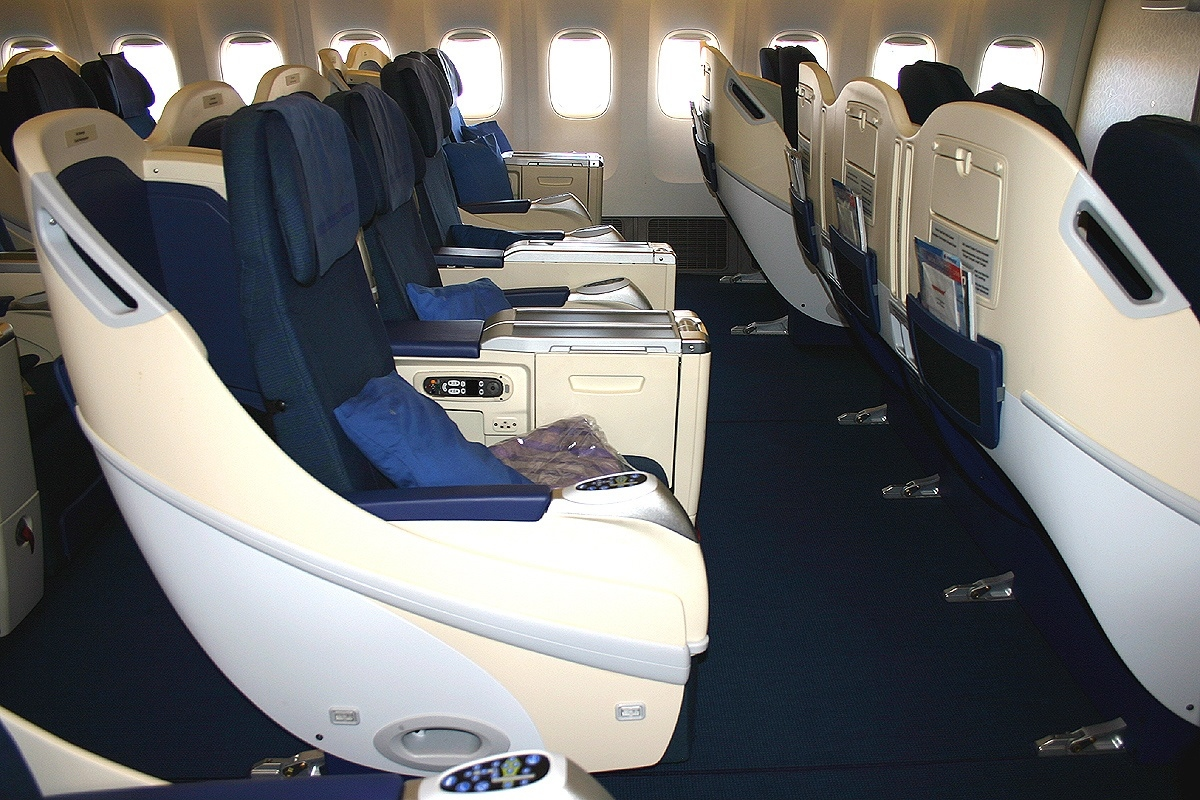
ビジネスクラス ボーイング777(退役済み)

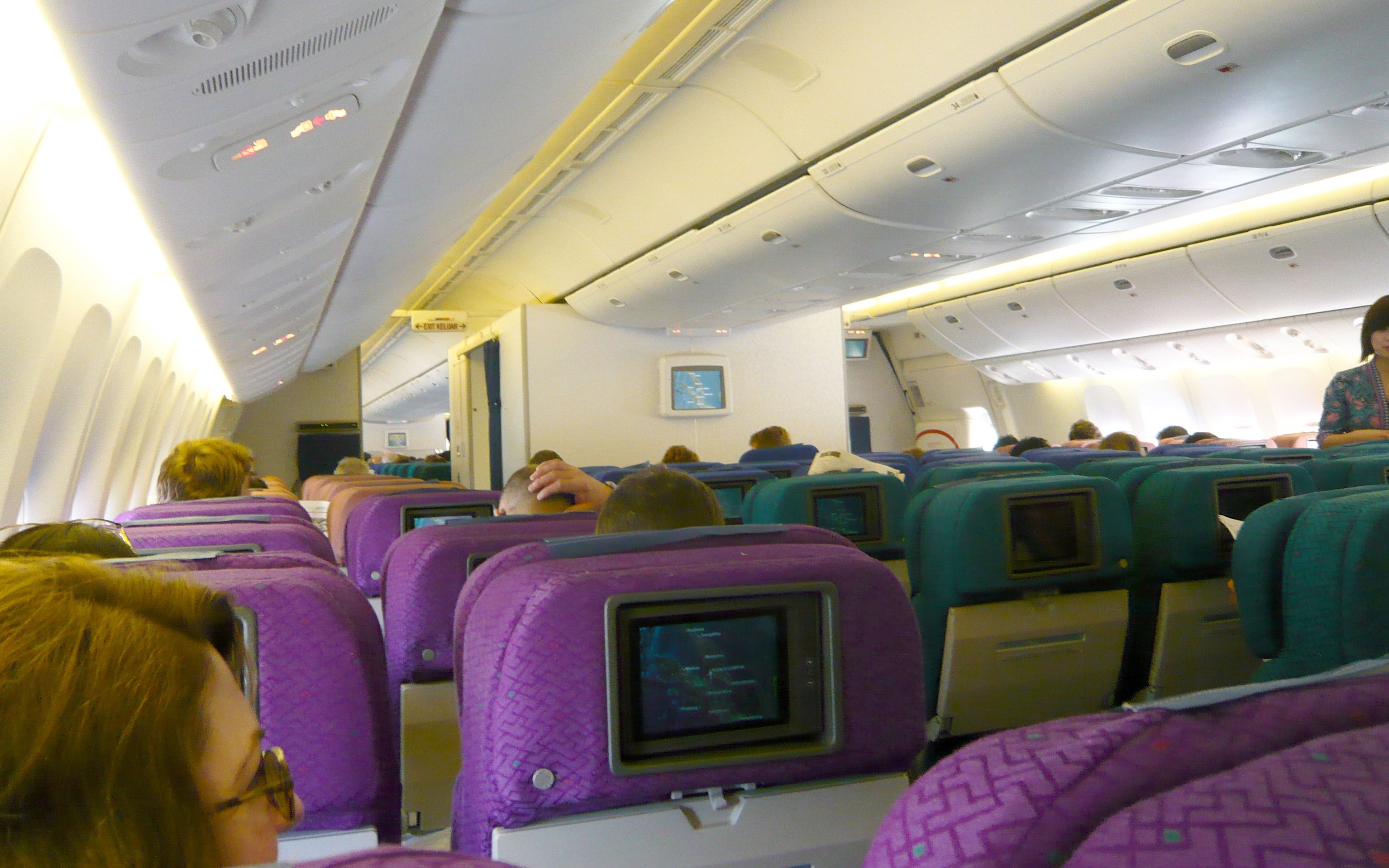
エコノミークラス ボーイング777(退役済み)

座席構成は、A350がビジネススイート、ビジネスクラス、エコノミークラスの3クラス制、その他の機材はビジネスクラスとエコノミークラスの2クラス制。ビジネススイートとビジネスクラスは、フルフラットベッドシートを搭載している。また、A380・A330-300・A350の全座席には最新の機内エンターテイメントシステムを搭載している。A330-300については機内改修が進められ、2016年末までに在籍する全機が新仕様となった。

### 機内食
機内食はすべてハラール・ミール（イスラム教食）であり、豚肉は一切使わない。アルコールは無料で提供される。ファーストクラス、ビジネスクラスで提供されるサテ（串焼きの牛肉、鶏肉にピーナツソースを添えたもの）は人気がある。また一部機材ではムスリムのための「祈りの間」が備え付けられ、またシートテレビからメッカの位置を確認する事が出来るなど、イスラム教を国教とするマレーシアならではのサービスもある。

### マイレージサービス
"Enrich"という独自のマイレージサービスを提供中。提携は所属するワンワールド加盟航空会社以外に宗教的に中東エアラインとの提携が多い。
- ワンワールド加盟各社 日本航空、アラスカ航空、アメリカン航空、ブリティッシュ・エアウェイズ、キャセイパシフィック航空、フィンエア、イベリア航空、カンタス航空、カタール航空、ロイヤルヨルダン航空、スリランカ航空
- その他 エティハド航空、エミレーツ航空、エールフランス、KLMオランダ航空、LATAM航空

### 空港ラウンジ

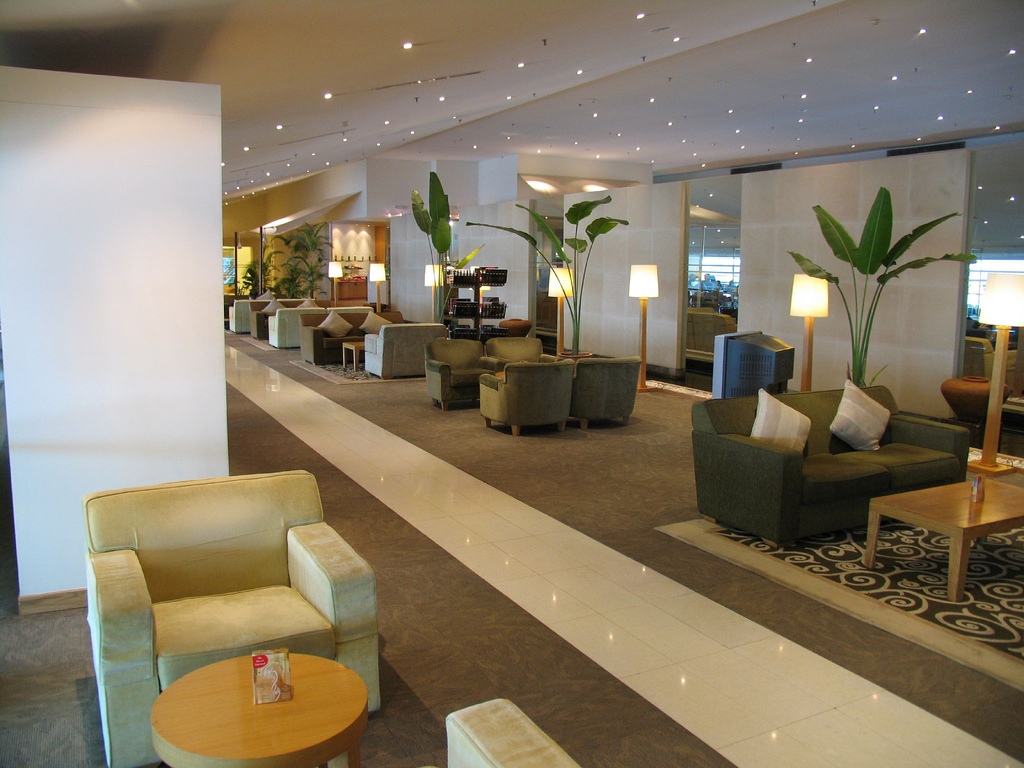
クアラルンプール国際空港のゴールデンラウンジ

ゴールデンラウンジ（Golden Lounge）は空港ラウンジである。
利用できる乗客は、マレーシア航空ファーストクラス、ビジネスクラスの乗客、エンリッチプラチナ、エンリッチゴールド、ワンワールド会員およびコードシェアパートナーの基準を満たした乗客である。
ゴールデンラウンジには、オープンバー、フードケータリングがある。
世界中に11のゴールデンラウンジがある。
ラウンジには、ビジネスセンター、フードケータリング、仮眠室、保育所などの様々なサービスを提供している。

ラウンジは以下の空港で運営されている。
- クアラルンプール国際空港
- コタキナバル国際空港
- クチン国際空港
- ロンドン・ヒースロー空港
- メルボルン空港 (オーストラリア)[50]
- ペナン国際空港[51]

クアラルンプール国際空港には、マレーシア航空は現在、3つのラウンジがある。（サテライト国際線ターミナルラウンジ、国内ラウンジ、地域ラウンジ）

### その他
2009年3月18日より、一部機内でエアロモバイル社とのローミングが可能な通信業者の携帯電話（GSM）が利用可能となった。利用できるサービスは当初、通話とSMSのみであったが、その後無線パケット通信も追加された。しかし、現在はどちらも終了している。2014年10月からはアップグレードサービス「MHUpgrade」が開始され、対象はMH便で航空券番号が232で始まる予約（特典航空券を除く）。競売方式で出発の72時間前まで受付が行われ、48時間前までに可否が通知される。